# Hippocampe (poisson)
Hippocampus
Pour les articles homonymes, voir hippocampe.
Genre
Les Hippocampes, du grec ἵππος, híppos, « cheval » et de καμπή, kampè  « sinuosité », aussi appelés familièrement chevaux de mer, sont un genre de poissons à nageoires rayonnées de la famille des Syngnathidae, caractéristiques par leur forme et leur reproduction (stratégie reproductive qui se traduit par la pratique de la monogamie et l'originalité de l'investissement paternel).
Une cinquantaine d'espèces se répartissent dans les eaux tempérées et tropicales partout dans le monde. 
Leur état de vulnérabilité qui a conduit au développement de techniques d'élevage et à leur protection en 2004 en vertu de la CITES, est dû à plusieurs menaces : exploitation directe (commerce légal et illégal avec en particulier la surpêche et le braconnage pour alimenter la demande de médecine traditionnelle chinoise — hippocampes séchés et réduits en poudre, le tourisme — hippocampes vendus déshydratés comme souvenirs aux touristes — ou les aquariums — vendus vivants —), pêche non sélective (captures accessoires dans les filets de pêche), destruction et dégradation de l'habitat en raison de la pollution marine, du chalutage de fond du dépérissement des coraux et de la diminution des herbiers marins.

## Description et caractéristiques
« Les caractéristiques morphologiques utilisées pour distinguer les hippocampes comprennent le nombre de rayures sur les nageoires dorsale, pectorale et anale ; la présence ou l’absence d’épines ; la longueur du museau ; la forme de la couronne et, à l’occasion, les motifs des couleurs. Néanmoins, l’identification des espèces uniquement sur la base de caractéristiques morphologiques est difficile dans la mesure où les espèces peuvent présenter un dimorphisme sexuel ; des espèces distinctes dans le domaine de la reproduction ou géographiquement isolées peuvent avoir la même apparence. L’identification des espèces doit peut-être s’appuyer sur un ensemble de données génétiques et environnementales, sur les aires de répartition géographique, ainsi que sur des informations relatives à l’habitat ».

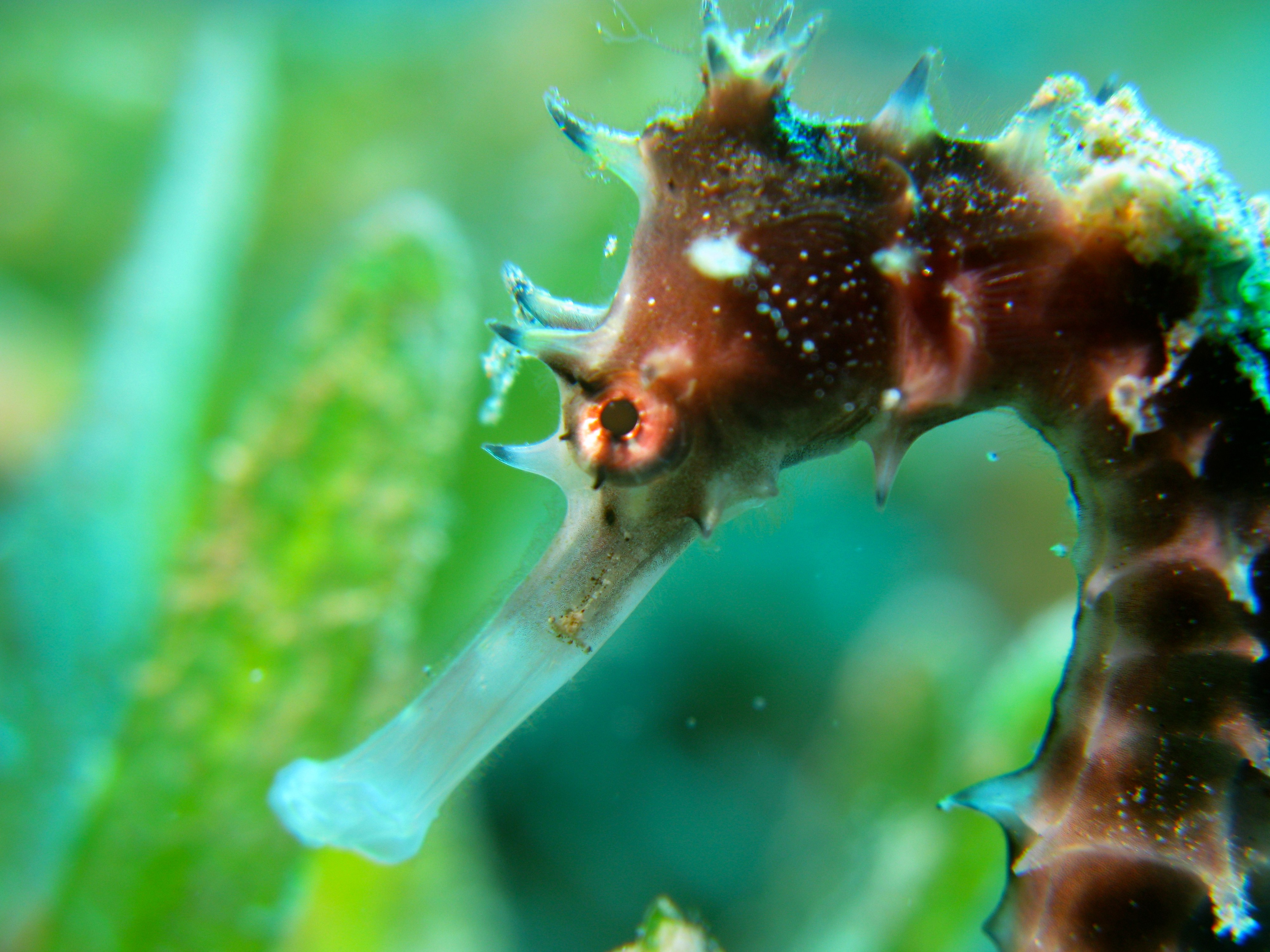
Présence d'épines nasale, jugale et supra-orbitales chez un hippocampe hérissé. Celles qui forment les branches de la petite couronne sont particulière à chaque individu comme les empreintes digitales chez l’humain.

Les couleurs varient selon les espèces, le nombre de celles-ci tournant autour de 220[réf. souhaitée].
Leur taille varie de 22 mm à 36 cm.
Leur durée de vie varie de 2 à 4 ans[source insuffisante].

## Écologie et comportement

### Locomotion
Avec leur corps cuirassé par une série d’anneaux osseux, les hippocampes se déplacent verticalement grâce à leur nageoire dorsale, qui bat à 20 Hz, donc de manière assez lente. Ils vivent le plus souvent attachés par leur queue préhensile à une algue ou une feuille de posidonie. 

### Alimentation
Dans le cadre de la stratégie optimale de recherche de la nourriture, la petitesse des proies que les hippocampes absorbent, l'absence de dents véritables dans leur petite bouche, et la simplicité de leur tube digestif (notamment l'estomac remplacé par un léger renflement du canal intestinal) sont les principaux facteurs qui expliquent que la recherche de nourriture occupe la grande part de leur temps.  
Généralement camouflés, ils sont dotés d'une queue préhensile leur permettant de se tenir à l'affût pour chasser de petits crustacés (copépodes, amphipodes), vers nématodes et polychètes. La nage lente des hippocampes (en lien avec leur forme assez peu hydrodynamique et leurs nageoires réduites) explique que ce mode de locomotion est plus rarement utilisé pour capturer leurs proies. Ils s'approchent furtivement de leur proie et à très courte distance (parfois à moins d'un millimètre pour certaines espèces), et positionnent leur tête par rapport à cette proie de telle sorte que cette dernière soit alignée avec une zone à l'extrémité supérieure de leur museau où l'eau est cinq fois moins perturbée qu'ailleurs au niveau de la tête. Ils utilisent leur museau allongé comme un puissant aspirateur, ou plutôt, compte tenu de sa forme tubulaire, comme une paille. Ils repèrent leurs proies visuellement, grâce à des yeux bien développés et mobiles indépendants l’un de l’autre (vision à 360°), et les aspirent en déplaçant brutalement un os dans leur bouche, ce qui provoque une dépression suffisante en moins d'un millième de seconde. Leurs capacités visuelles et la zone de furtivité de leur tête font des hippocampes des prédateurs au taux de succès de capture des proies très élevé (90 % en eau calme),.
Ils utilisent également cette technique de camouflage pour se fondre dans le paysage sous-marin et ainsi échapper à leurs prédateurs. Leur petite taille et leur faible vitesse de nage ne leur procurent que peu de moyens de défense.

### Reproduction
Leur parade sexuelle est souvent terminée par la femelle qui enlace alors le mâle pour introduire sa graine dans son partenaire et pondre ses œufs. Celui-ci s'appuie sur le sol et ondule pour permettre aux ovocytes de bien rouler au fond de sa poche. Il y a fécondation dans les voies génitales mâles. Les partenaires sont souvent de même taille. En l'espace de 10 secondes, le mâle reçoit une ponte de 100 à 200 ovocytes qu'il va incuber pendant 4 semaines. La parturition peut durer 4 jours. Souvent les bébés se regroupent et s'accrochent par la queue à une algue.
La reproduction est particulière puisque c’est le mâle qui effectue la gestation de 5 à 1 800 œufs pondus dans sa poche ventrale par la femelle (investissement paternel dans l’incubation des œufs. La gestation dure de 2 à 3 semaines et une autre recommence presque immédiatement avec des ovocytes provenant de la même femelle. Les petits mesurent alors 8 à 16 mm de long selon les espèces.
Le règne animal fournit de nombreux exemples de mâles qui « portent » leur progéniture ; par exemple, les pycnogonides dont les mâles portent les œufs sur leurs pattes, les Belostomatinae (Hémiptères) dont les mâles portent les œufs sur leur dos, ainsi que les crapauds accoucheurs.

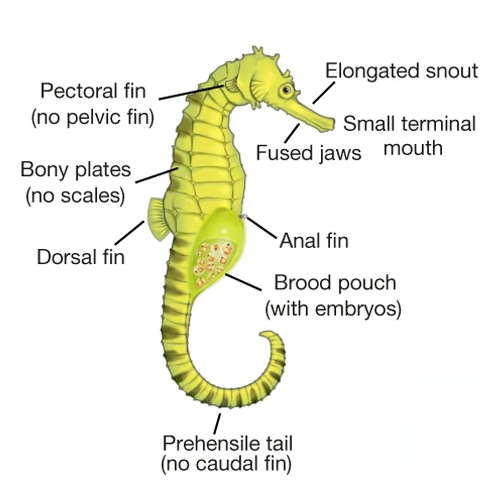
(en) Schéma représentant l'anatomie d'un hippocampe mâle en gestation.
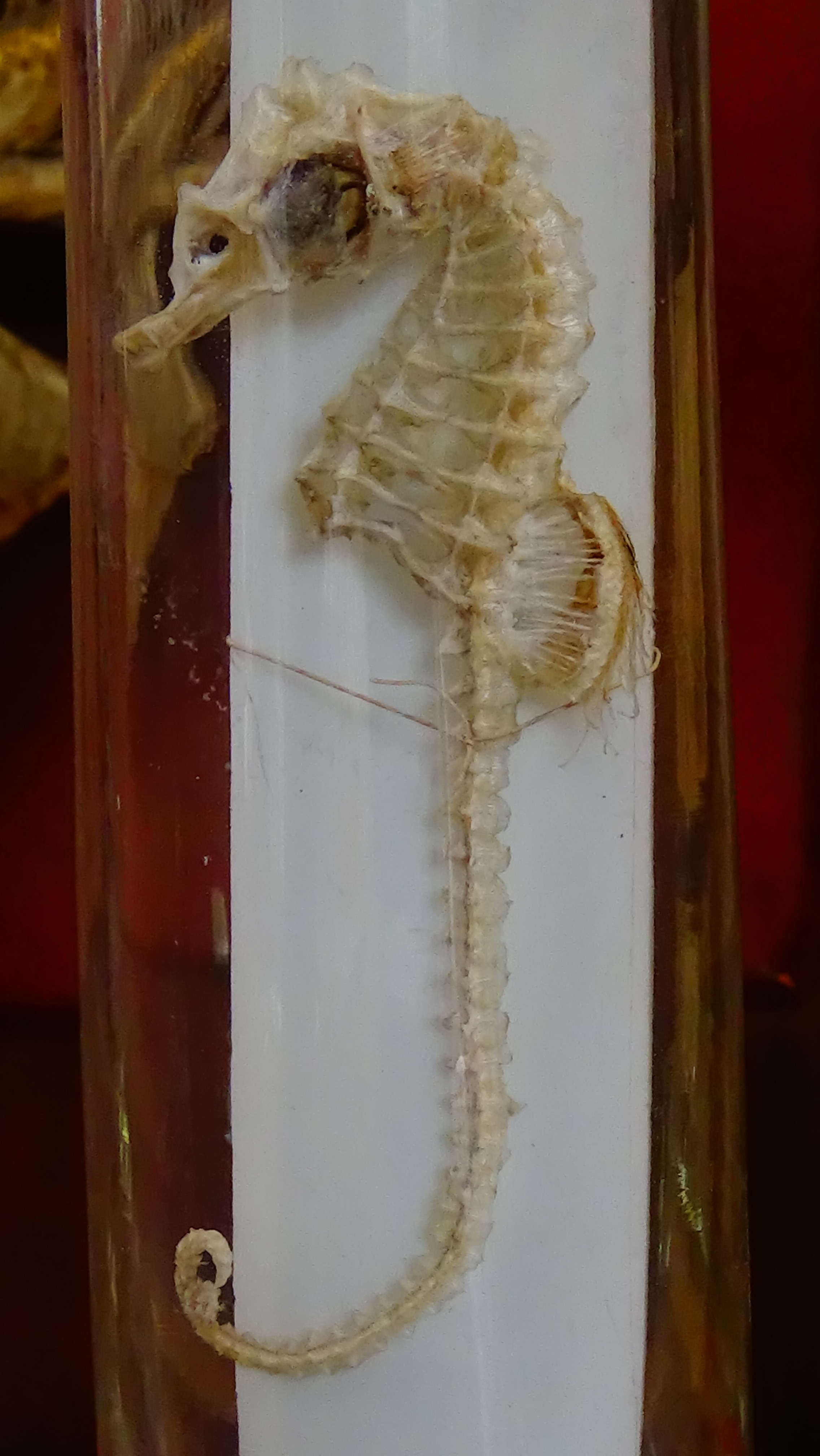
Squelette conservé au MNHN de Paris

## Répartition et habitat
« L’aire considérée comme le centre pour l’apparition du genre est très probablement l’Indopacifique (l’océan Indien) et plus spécifiquement le sud-ouest de l’Asie, zone où la diversité, en termes de nombre d’espèces en général et pour les hippocampes en particulier, est la plus importante du monde (Hughes et al. 2002, cité par Lourie et al. 2005 ; Lourie et Vincent 2004, cité par Lourie et al. 2005).

Dans l’actualité, les hippocampes ont une distribution mondiale exclusivement marine entre les 54º LN – 50º LS. En général, ils se trouvent à moins de 30 m de profondeur, mais ils peuvent être observés à des profondeurs plus importantes (entre 40 et 100 m). Ils se trouvent communément associés aux écosystèmes de récifs de coraux, prairies de macroalgues ou plantes aquatiques, mangroves et estuaires (Vincent, 1998 ; Lourie et al. 2004 ; Foster et Vincent, 2004 ; Pinnegar et al. 2008) ».

## Fossiles
Les premiers fossiles d’hippocampes connus datent de la fin de l’Éocène, soit il y a environ 40 millions d’années[source insuffisante].

## Liste des espèces
Selon World Register of Marine Species (17 mai 2016), le genre Hippocampus regroupe environ 50 espèces :
- Hippocampus abdominalis Lesson, 1827
- Hippocampus alatus Kuiter, 2001
- Hippocampus algiricus Kaup, 1856
- Hippocampus angustus Günther, 1870
- Hippocampus barbouri Jordan et Richardson, 1908
- Hippocampus bargibanti Whitley, 1970 — Hippocampe pygmée
- Hippocampus biocellatus Kuiter, 2001
- Hippocampus bleekeri Fowler, 1907
- Hippocampus borboniensis Duméril, 1870
- Hippocampus breviceps Peters, 1869
- Hippocampus camelopardalis Bianconi, 1854
- Hippocampus capensis Boulenger, 1900 — Hippocampe de Knysna
- Hippocampus colemani Kuiter, 2003
- Hippocampus comes Cantor, 1849
- Hippocampus coronatus Temminck et Schlegel, 1850
- Hippocampus dahli Ogilby, 1908
- Hippocampus denise Lourie et Randall, 2003 — Hippocampe épineux ou Hippocampe à nageoires rayonnées
- Hippocampus erectus Perry, 1810 — Hippocampe moucheté ou Hippocampe rayé
- Hippocampus fisheri Jordan et Evermann, 1903
- Hippocampus fuscus Rüppell, 1838
- Hippocampus grandiceps Kuiter, 2001
- Hippocampus guttulatus Cuvier, 1829
- Hippocampus hendriki Kuiter, 2001
- Hippocampus hippocampus (Linnaeus, 1758) — Hippocampe à museau court
- Hippocampus histrix Kaup, 1856
- Hippocampus ingens Girard, 1858
- Hippocampus jayakari Boulenger, 1900
- Hippocampus jugumus Kuiter, 2001
- Hippocampus kampylotrachelos Bleeker, 1854
- Hippocampus kelloggi Jordan et Snyder, 1901
- Hippocampus kuda Bleeker, 1852 — Grand hippocampe (en Nouvelle-Calédonie), Hippocampe de kuda, Hippocampe doré ou Hippocampe du Pacifique
- Hippocampus lichtensteinii Kaup, 1856
- Hippocampus minotaur Gomon, 1997
- Hippocampus mohnikei Bleeker, 1853
- Hippocampus montebelloensis Kuiter, 2001
- Hippocampus multispinus Kuiter, 2001
- Hippocampus patagonicus Piacentino & Luzzatto, 2004
- Hippocampus planifrons Peters, 1877
- Hippocampus procerus Kuiter, 2001
- Hippocampus pusillus Fricke, 2004
- Hippocampus queenslandicus Horne, 2001
- Hippocampus satomiae Lourie & Kuiter, 2008
- Hippocampus reidi Ginsburg, 1933 — Hippocampe long-nez
- Hippocampus semispinosus Kuiter, 2001
- Hippocampus severnsi Lourie & Kuiter, 2008
- Hippocampus sindonis Jordan et Snyder, 1901
- Hippocampus spinosissimus Weber, 1913
- Hippocampus subelongatus Castelnau, 1873
- Hippocampus trimaculatus Leach in Leach et Nodder, 1814
- Hippocampus tyro Randall & Lourie, 2009[22]
- Hippocampus waleananus Gomon & Kuiter, 2009
- Hippocampus whitei Bleeker, 1855 — Hippocampe de White
- Hippocampus zebra Whitley, 1964
- Hippocampus zosterae Jordan et Gilbert, 1882

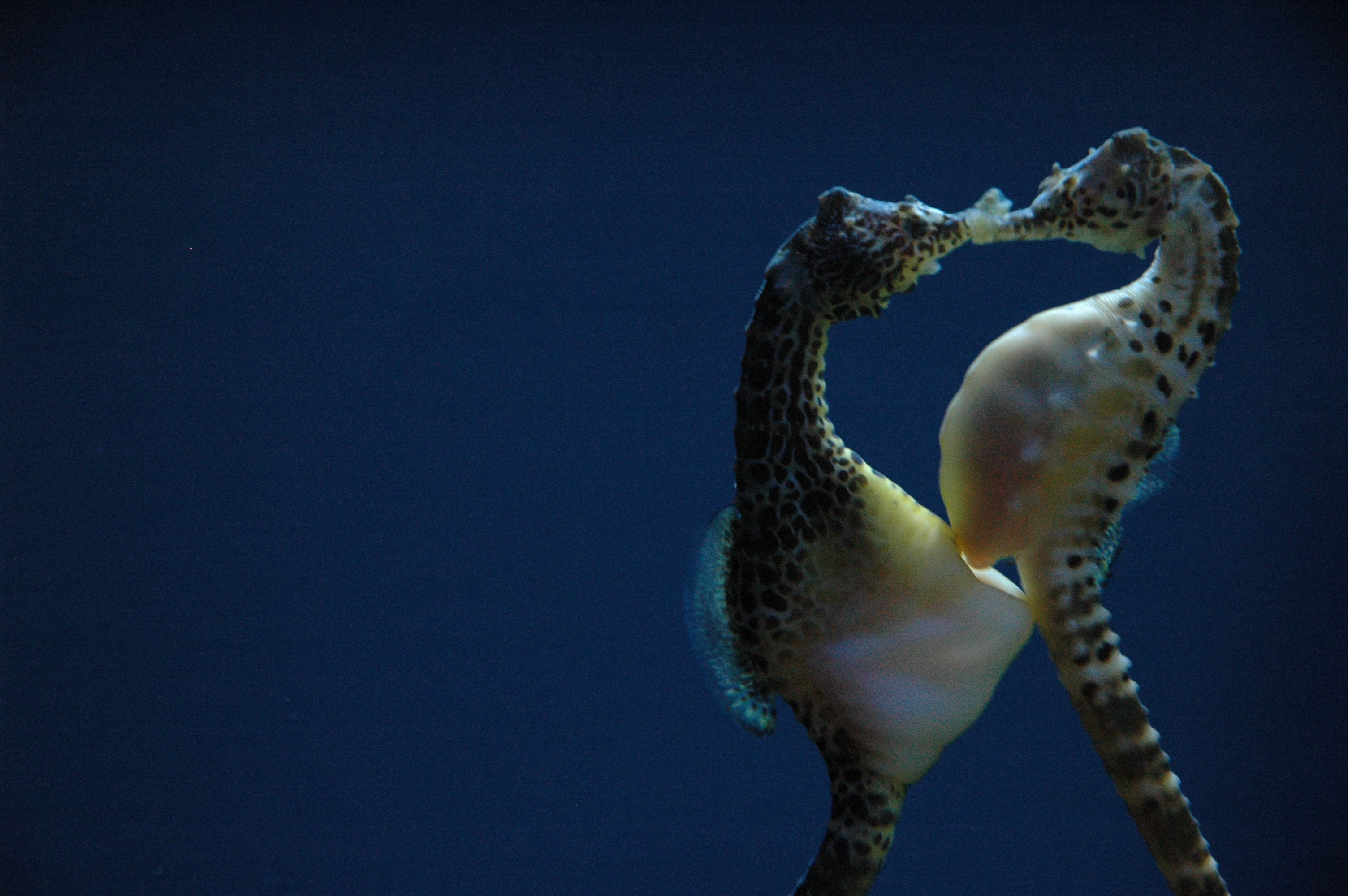
Hippocampus abdominalis (accouplement)
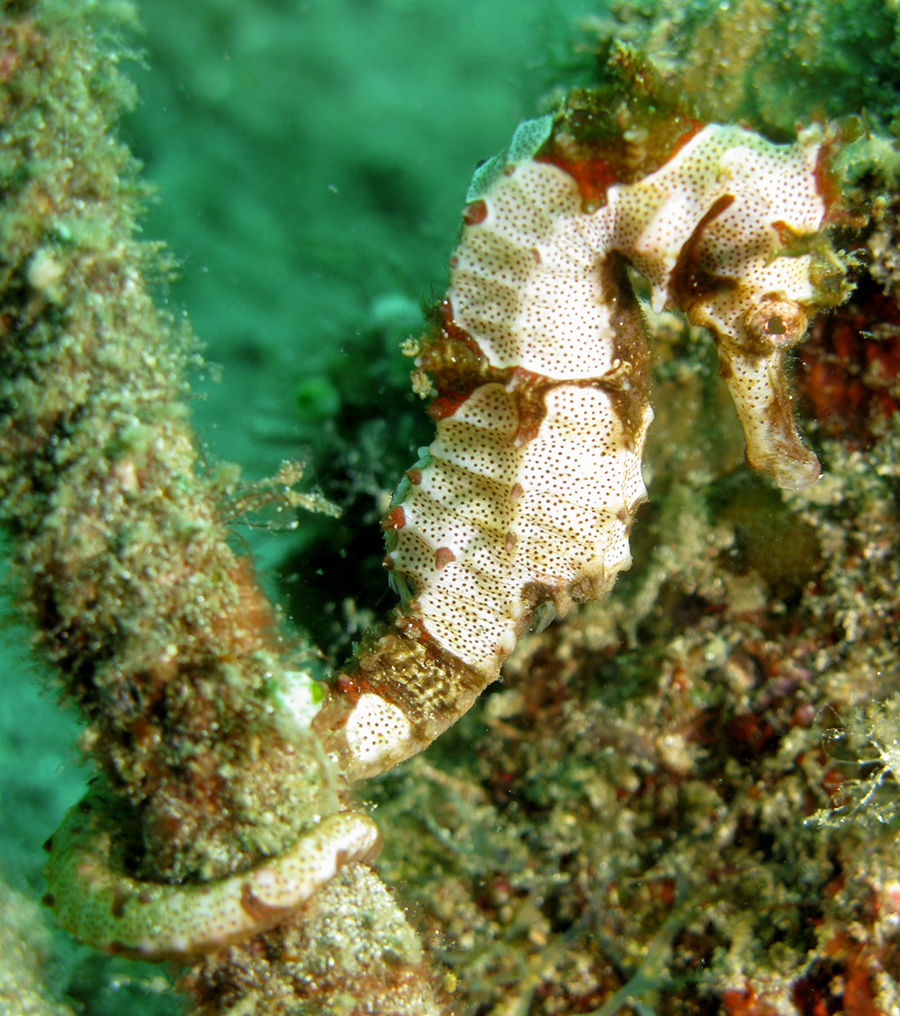
Hippocampus alatus
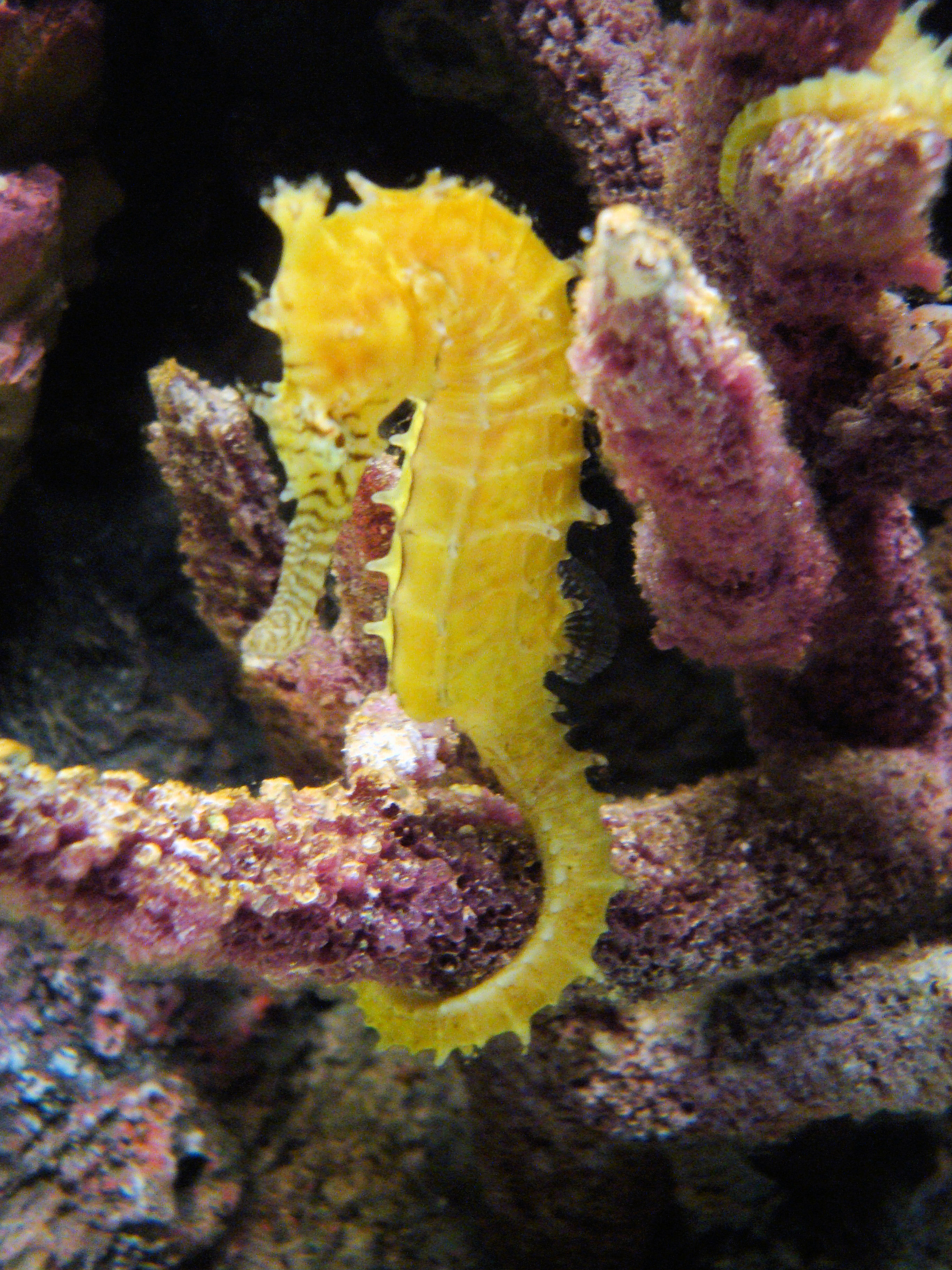
Hippocampus barbouri
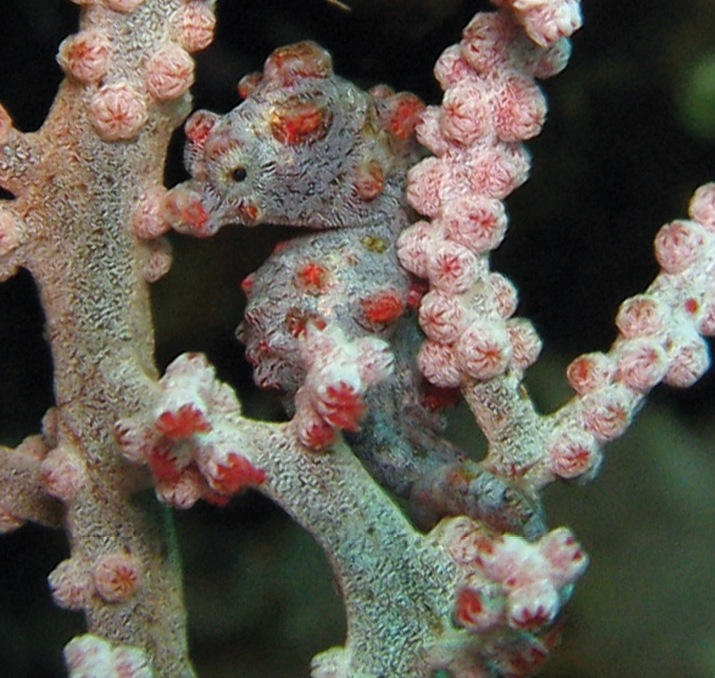
Hippocampus bargibanti
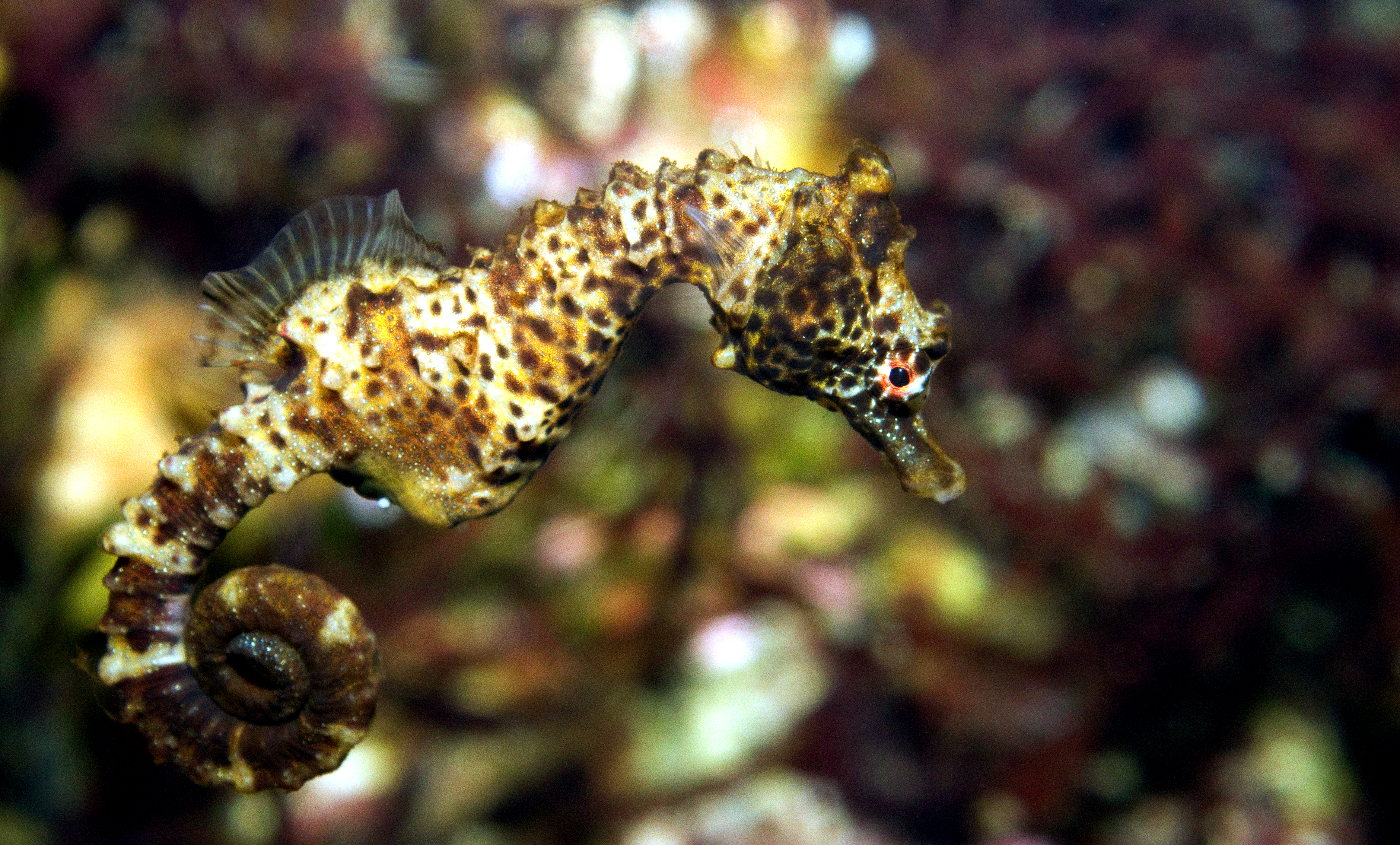
Hippocampus breviceps
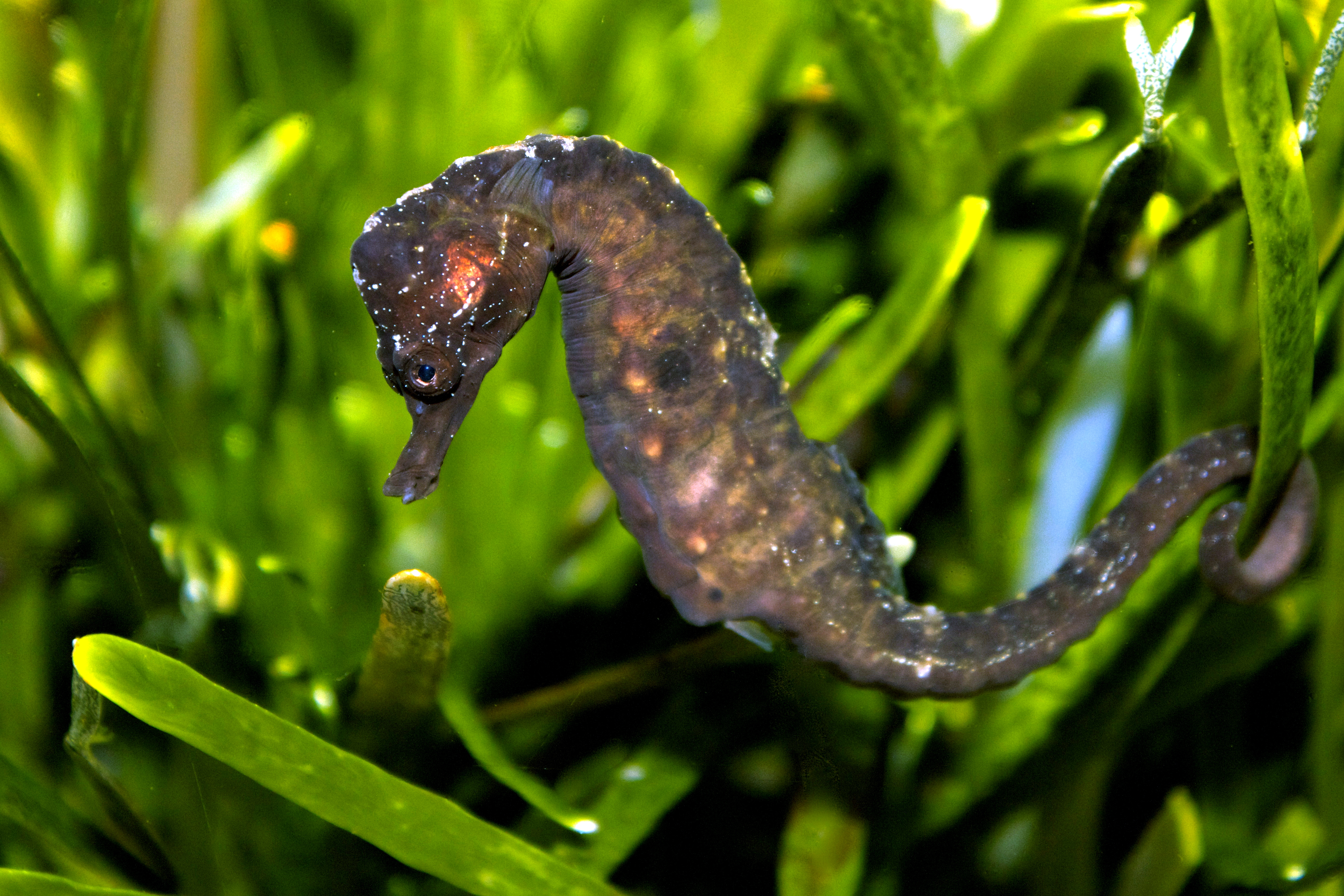
Hippocampus capensis
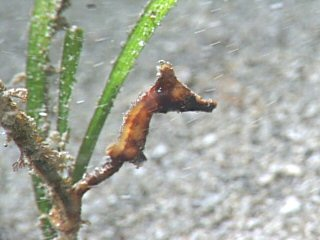
Hippocampus coronatus
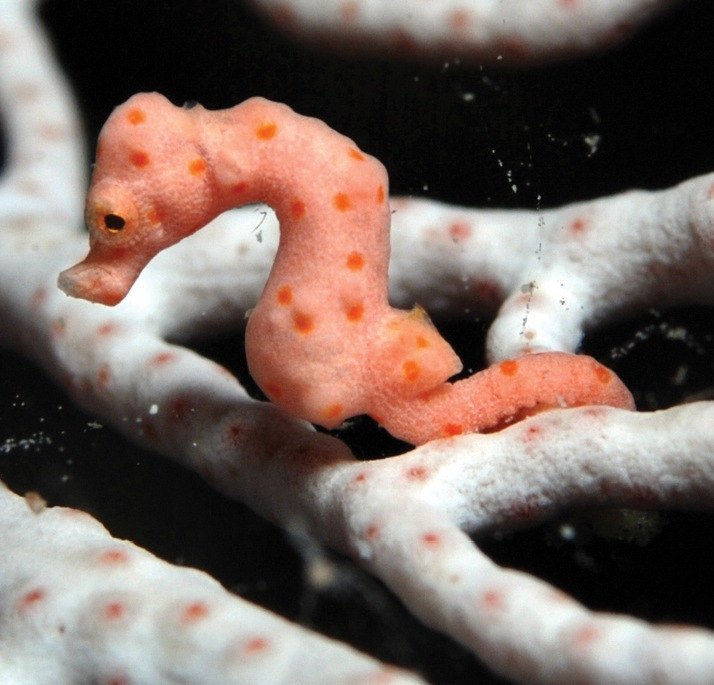
Hippocampus denise
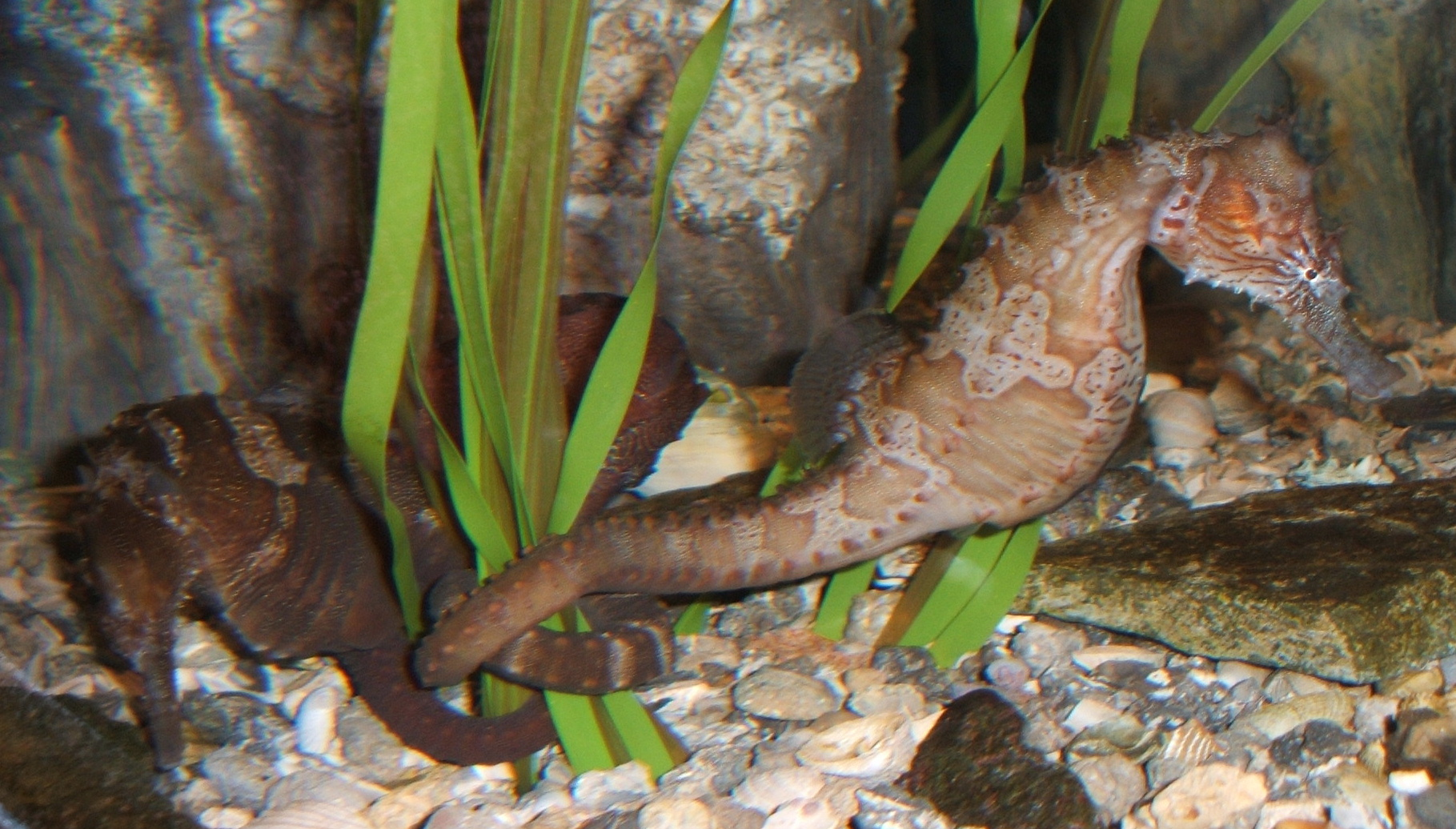
Hippocampus erectus
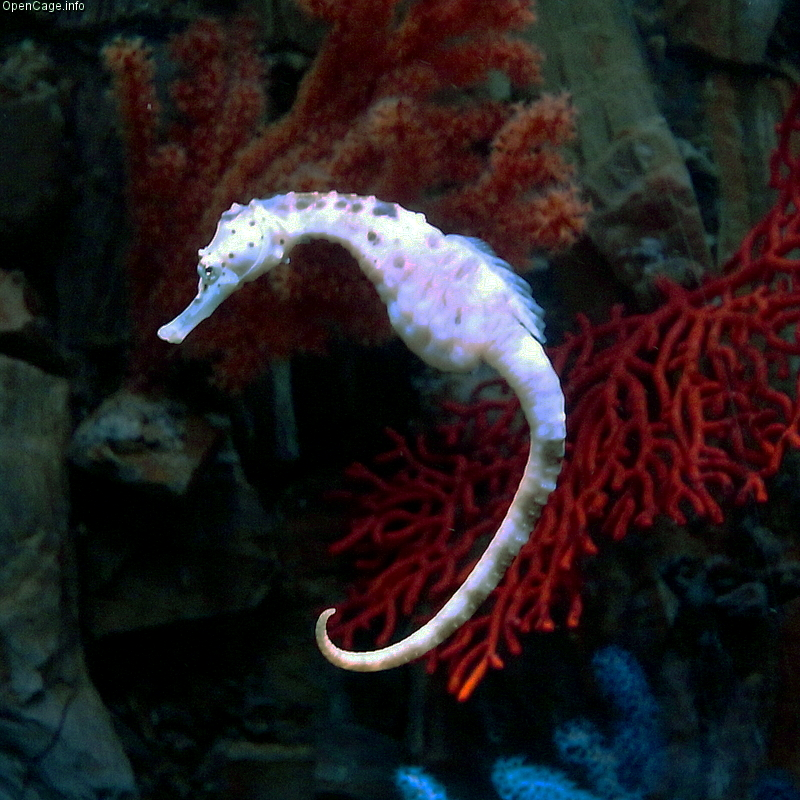
Hippocampus fuscus
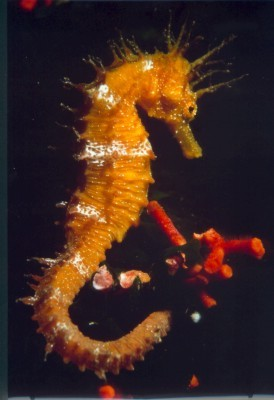
Hippocampus guttulatus
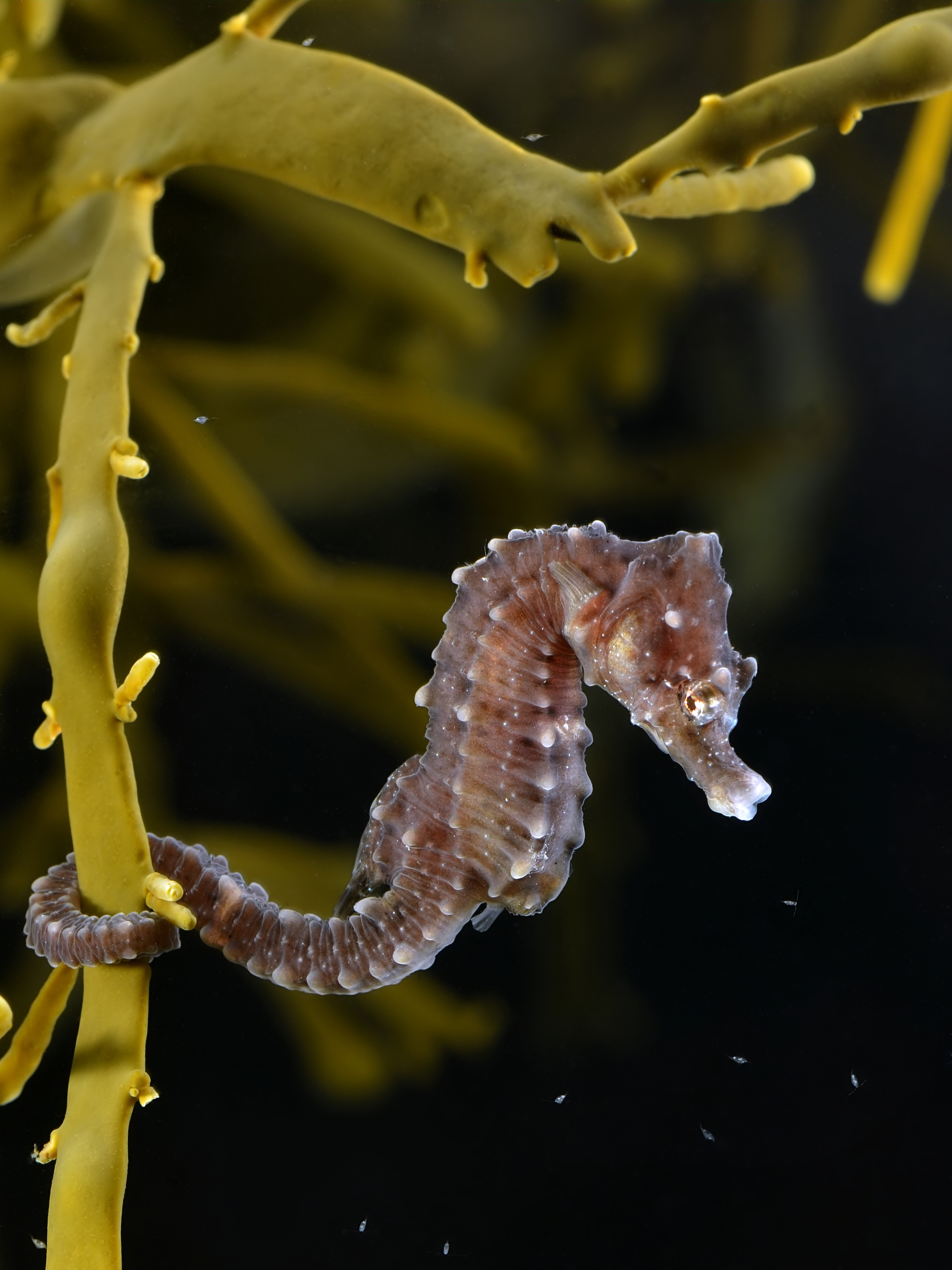
Hippocampus hippocampus
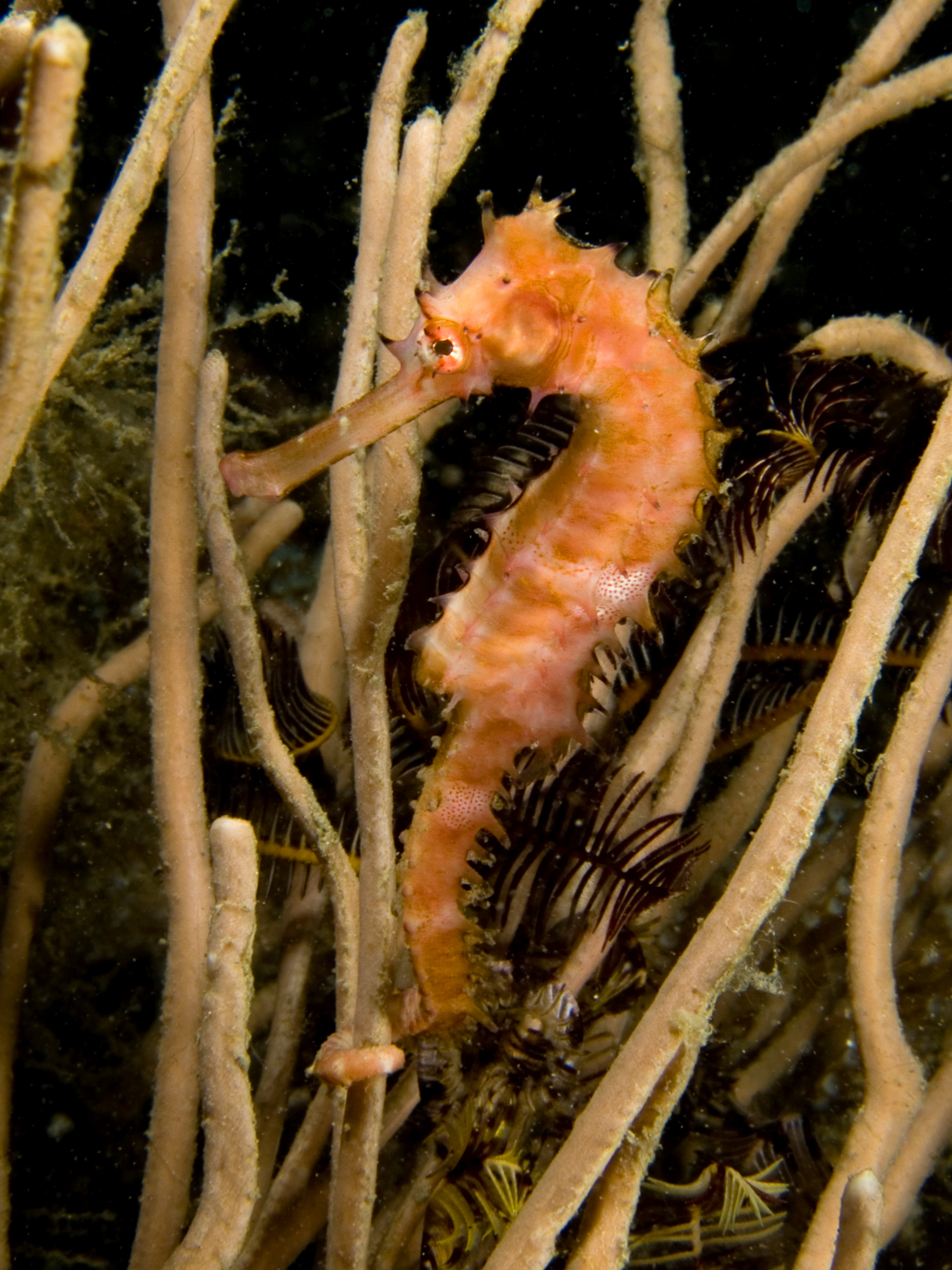
Hippocampus histrix
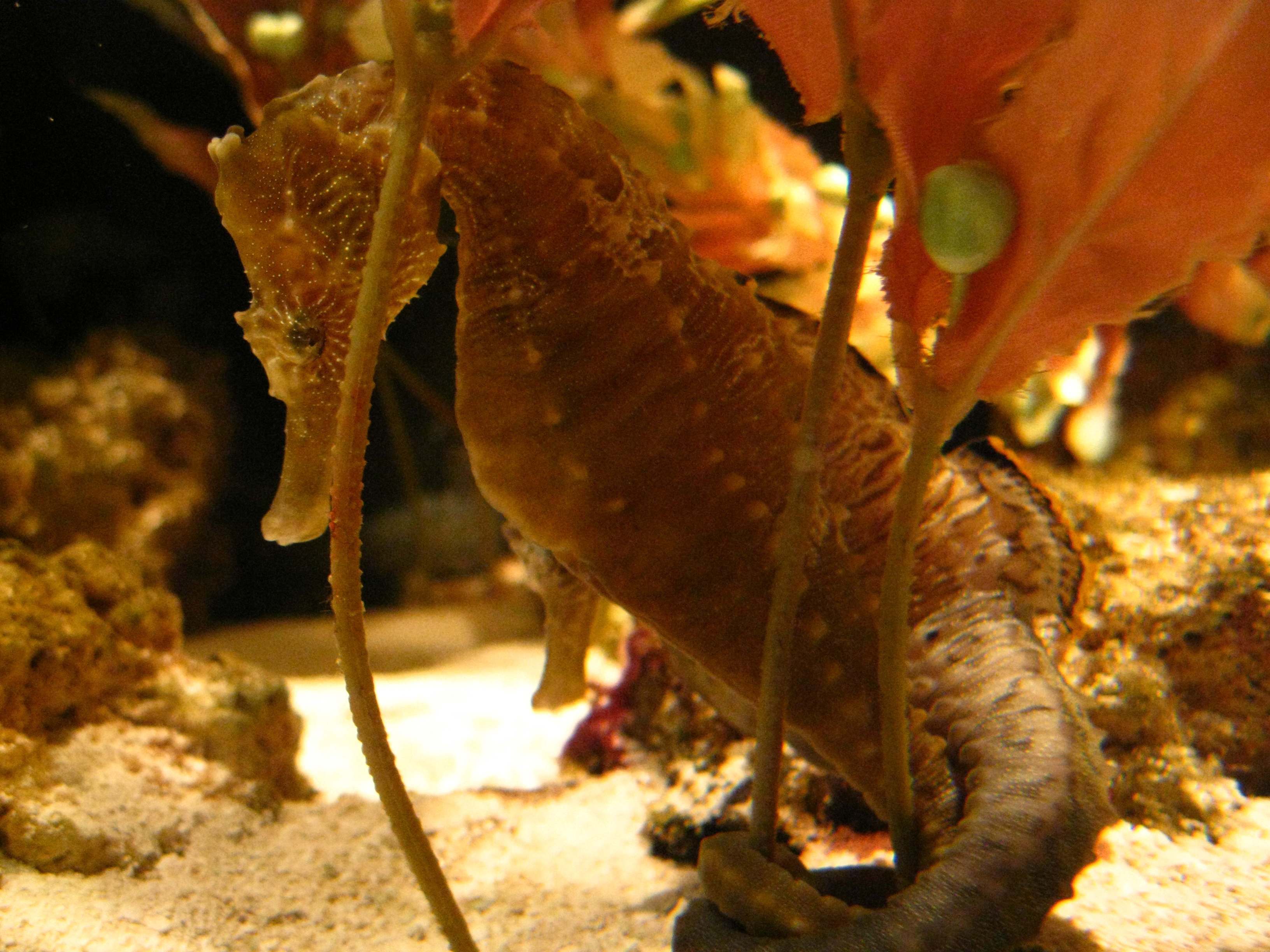
Hippocampus ingens
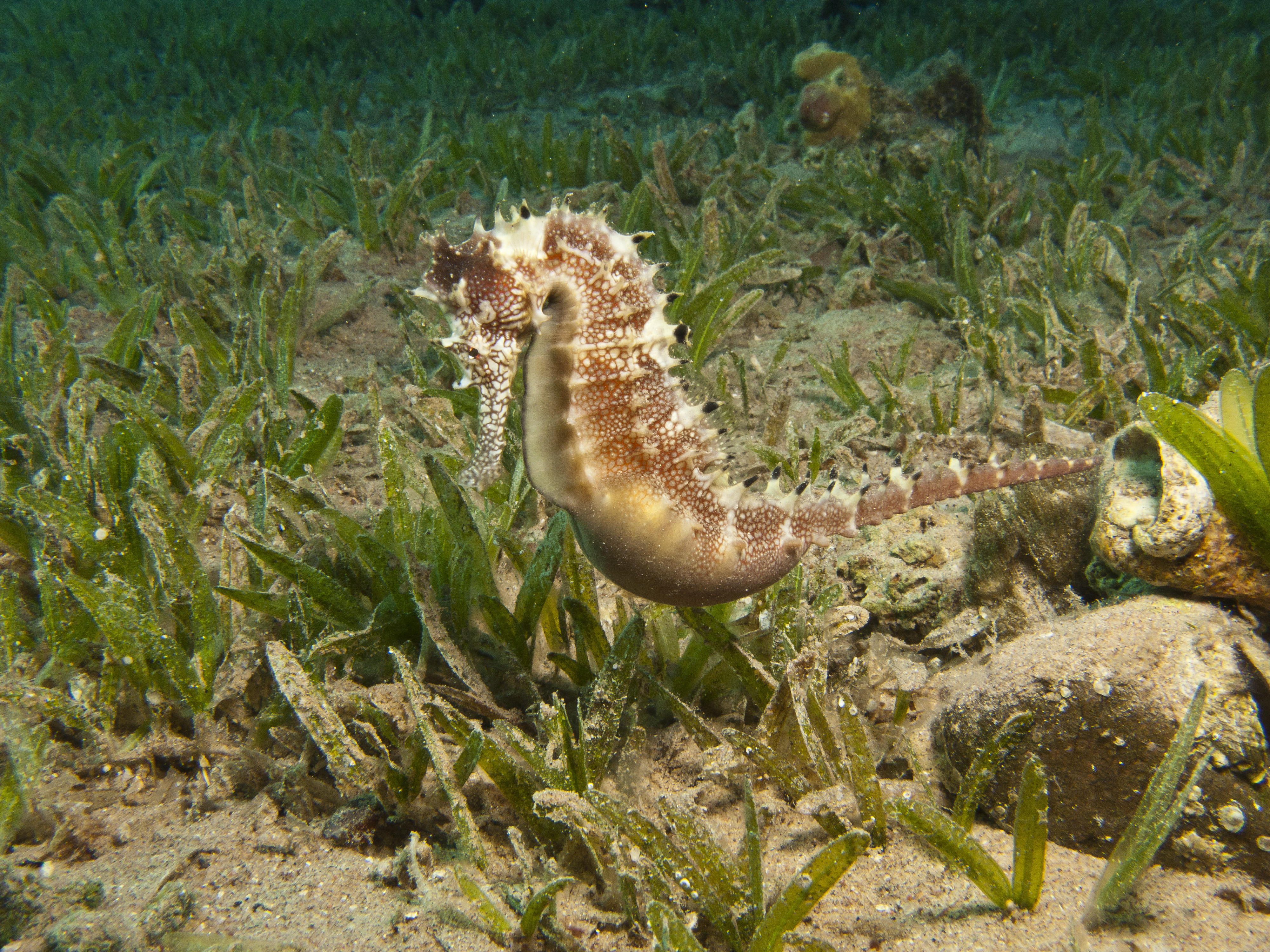
Hippocampus jayakari
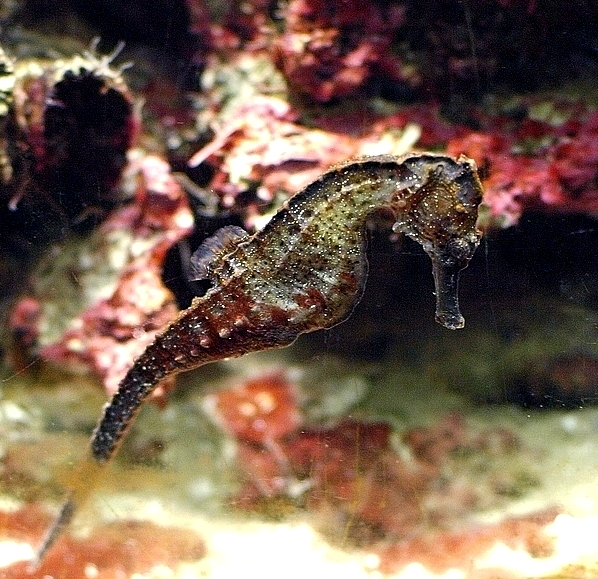
Hippocampus kelloggi
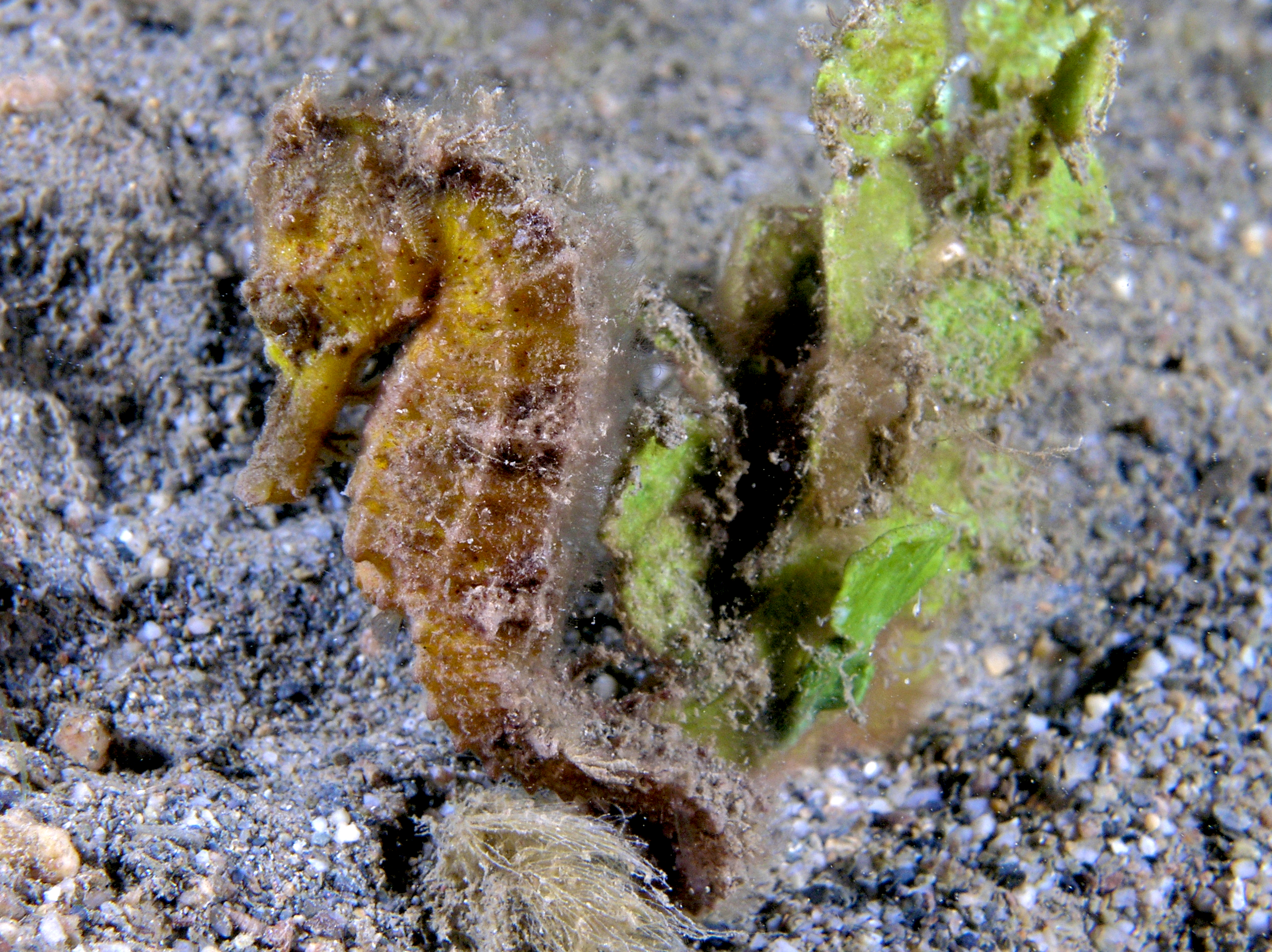
Hippocampus kuda
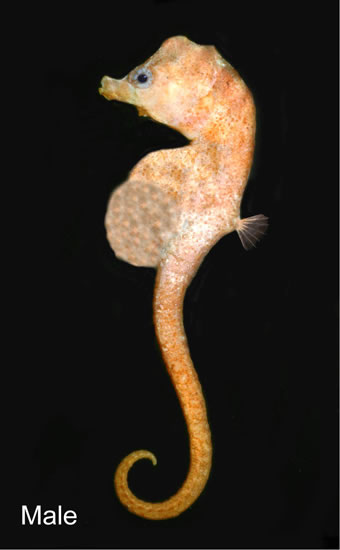
Hippocampus minotaur
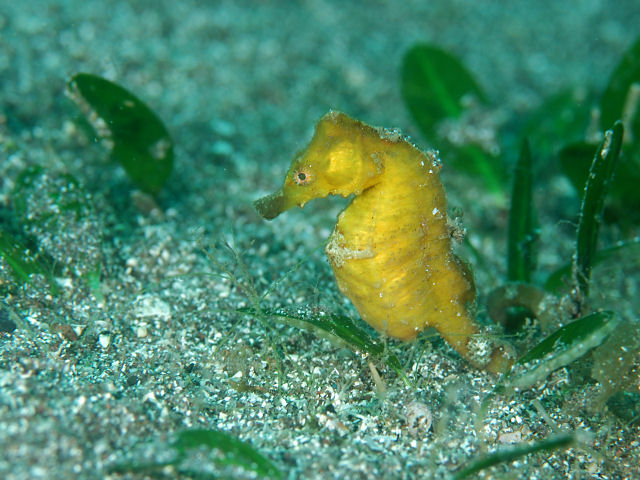
Hippocampus mohnikei
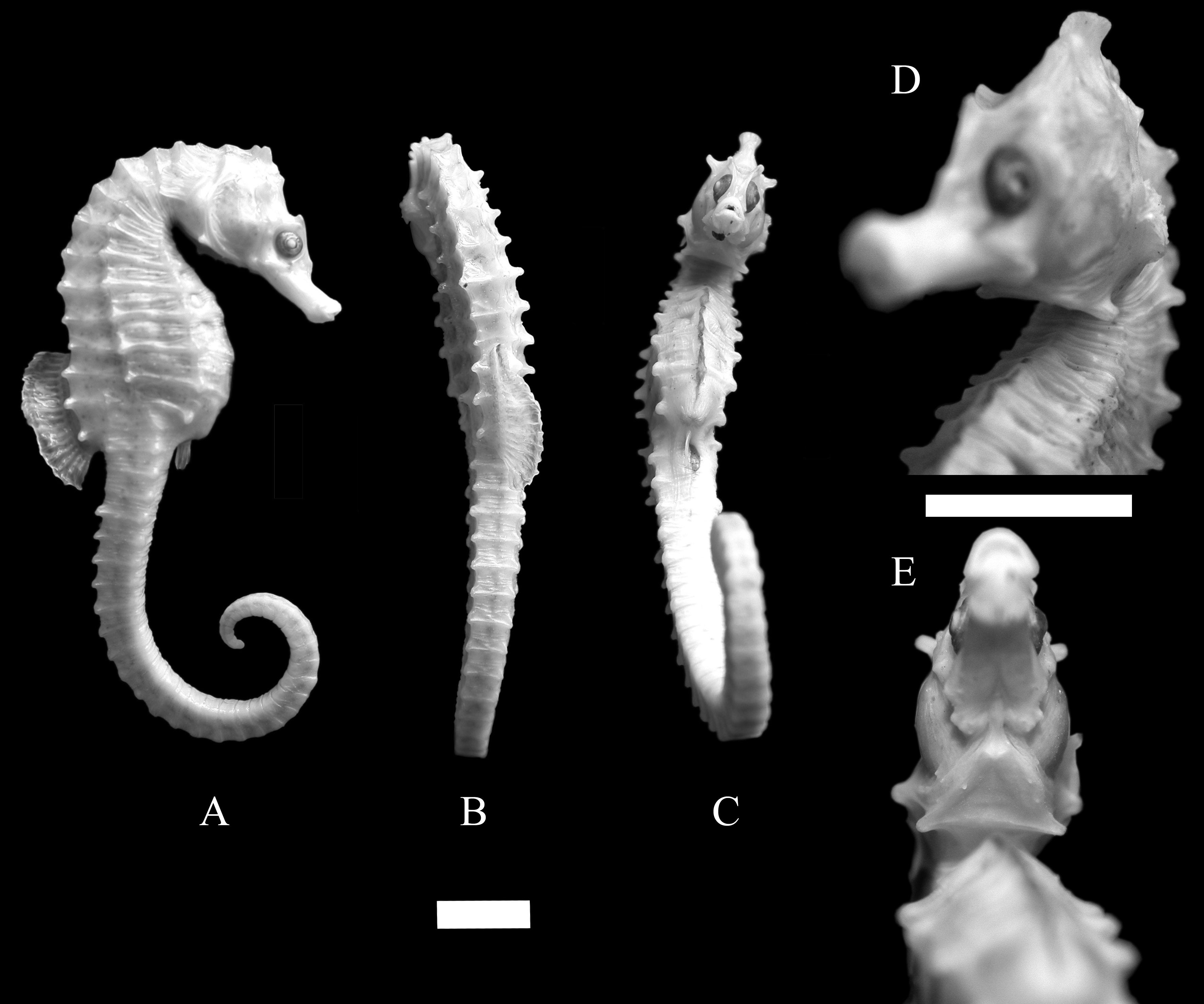
Hippocampus patagonicus
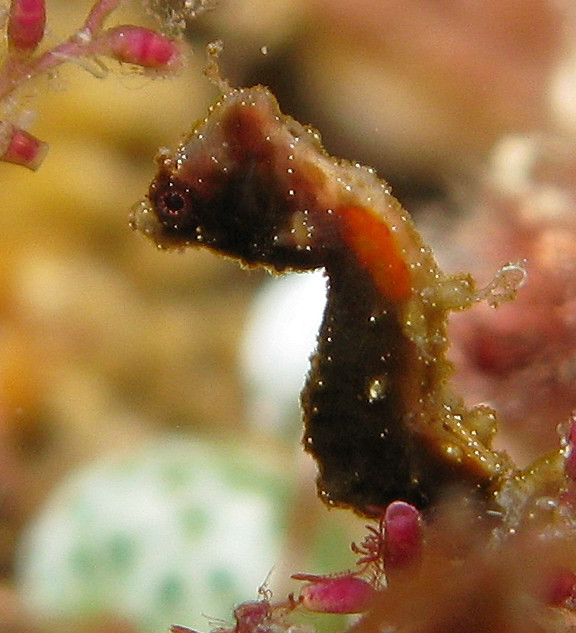
Hippocampus pohonti
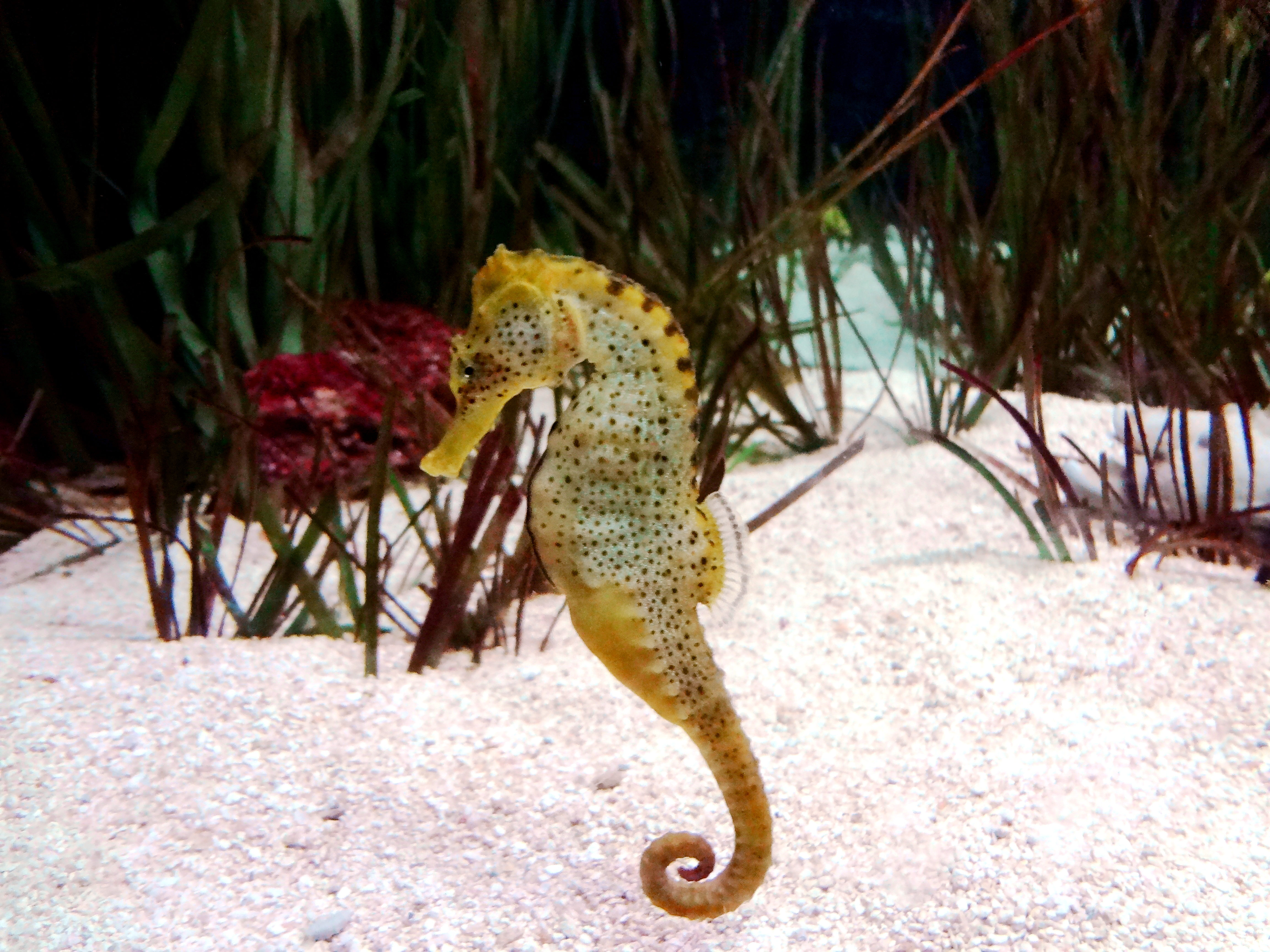
Hippocampus reidi
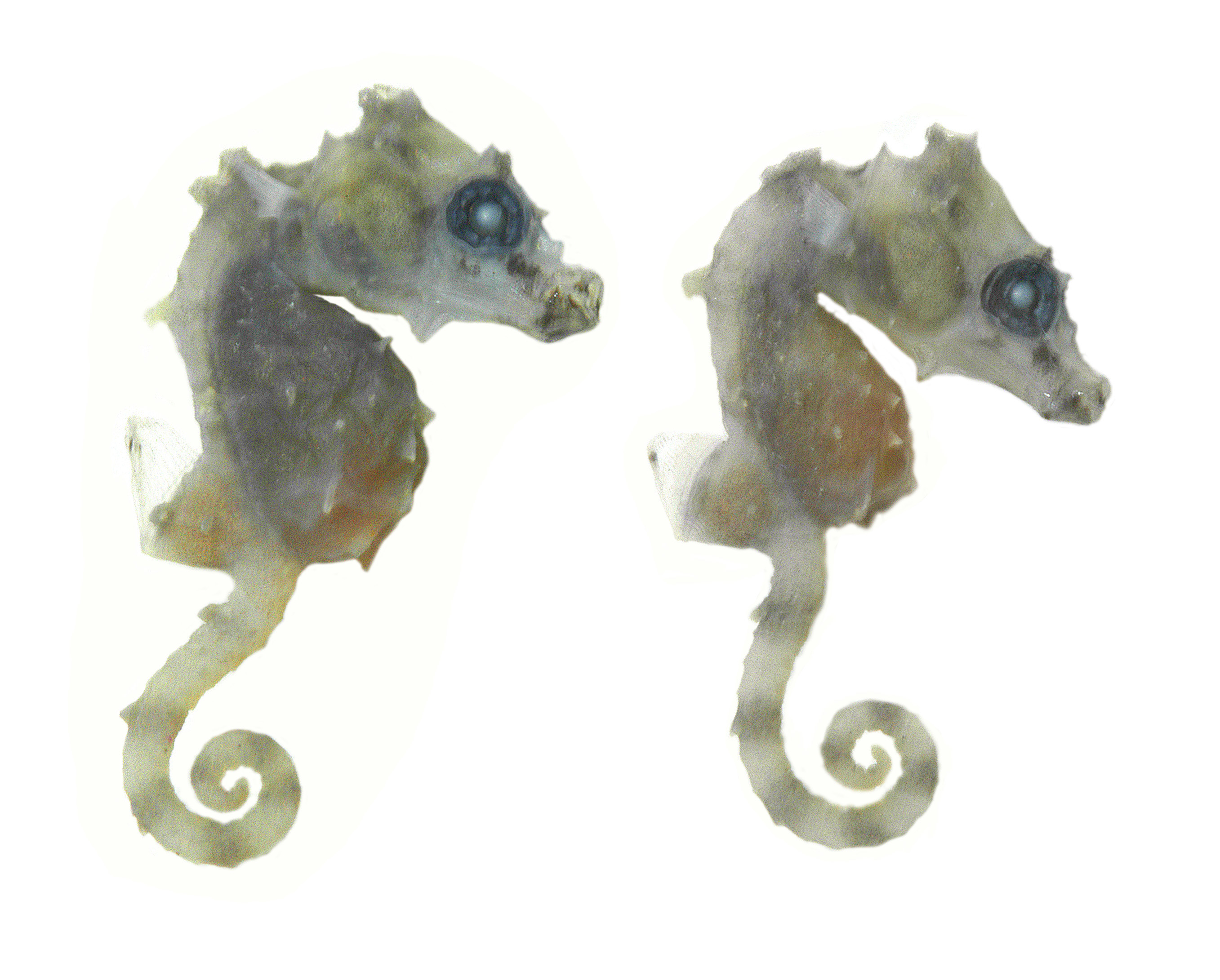
Hippocampus satomiae
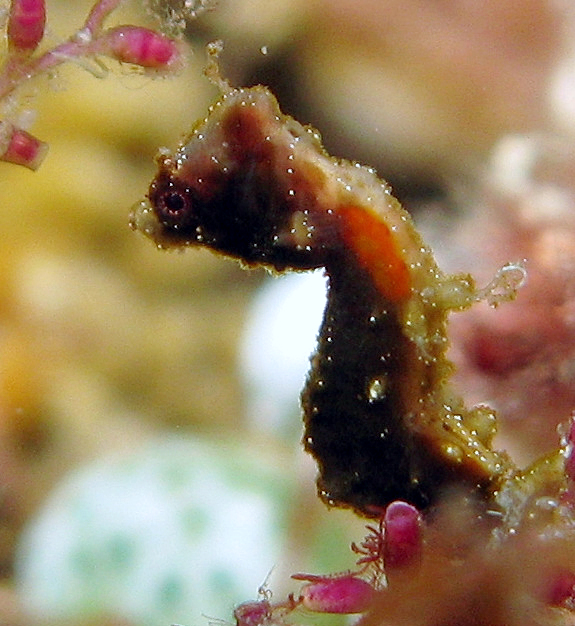
Hippocampus severnsi
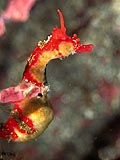
Hippocampus sindonis
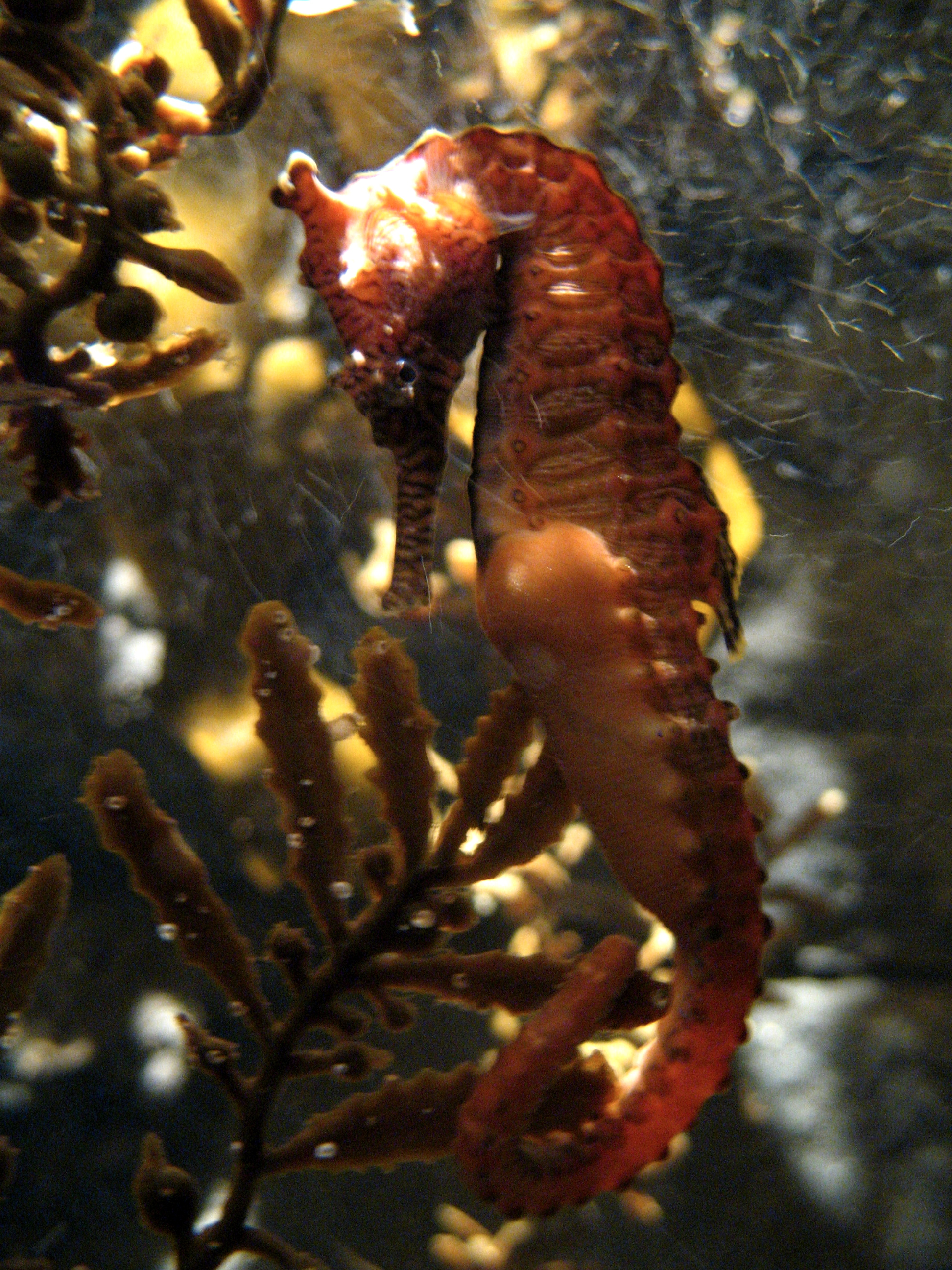
Hippocampus subelongatus
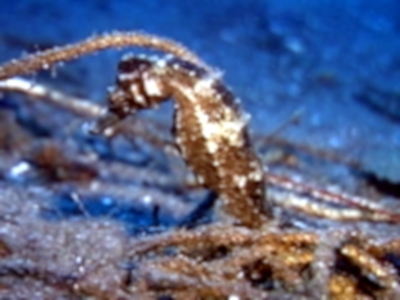
Hippocampus trimaculatus
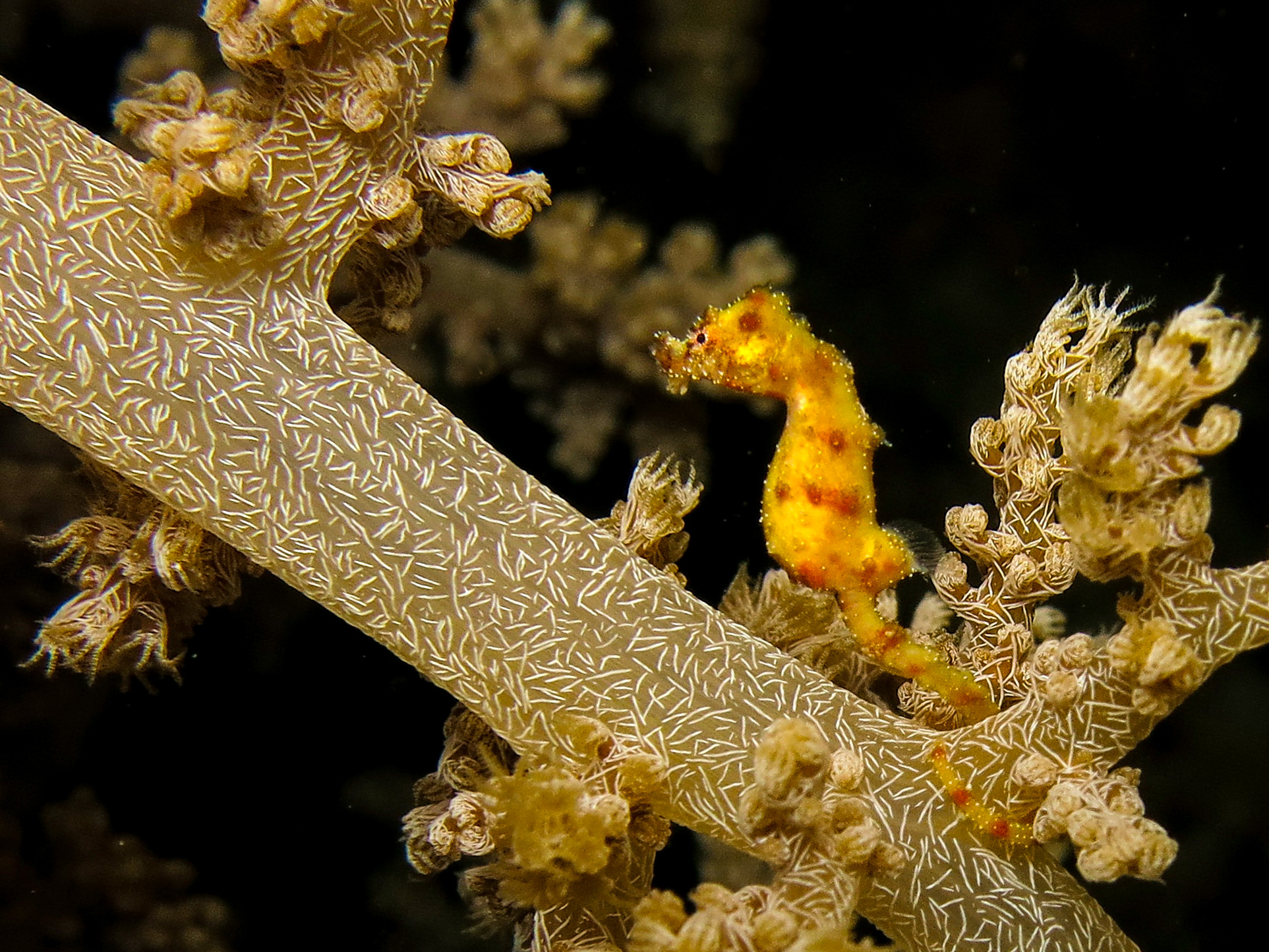
Hippocampus waleananus
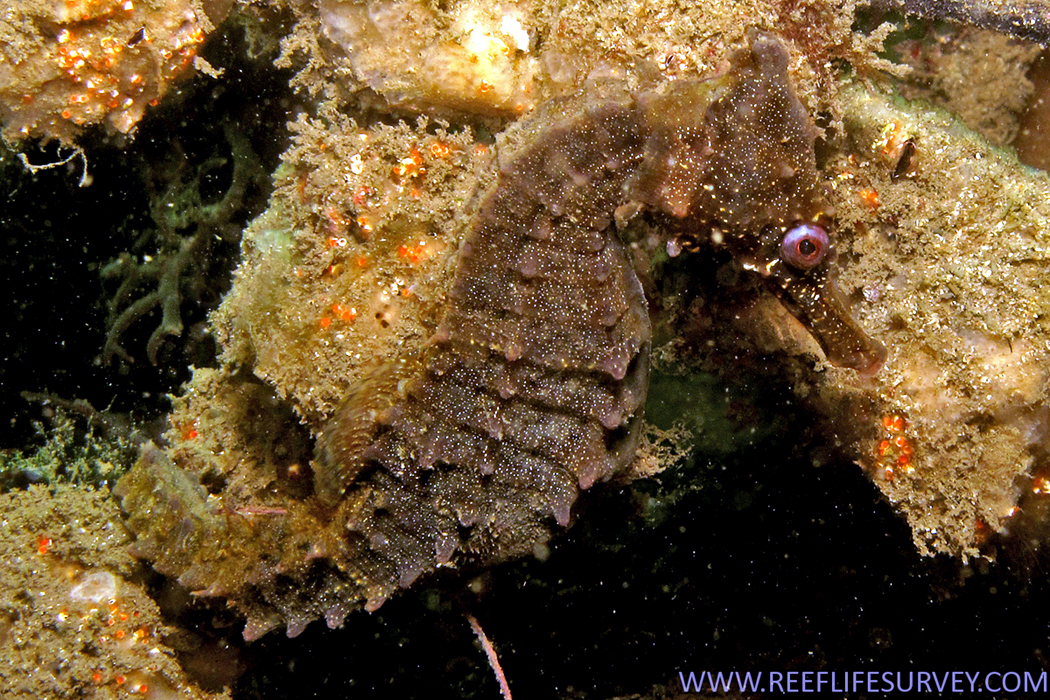
Hippocampus whitei
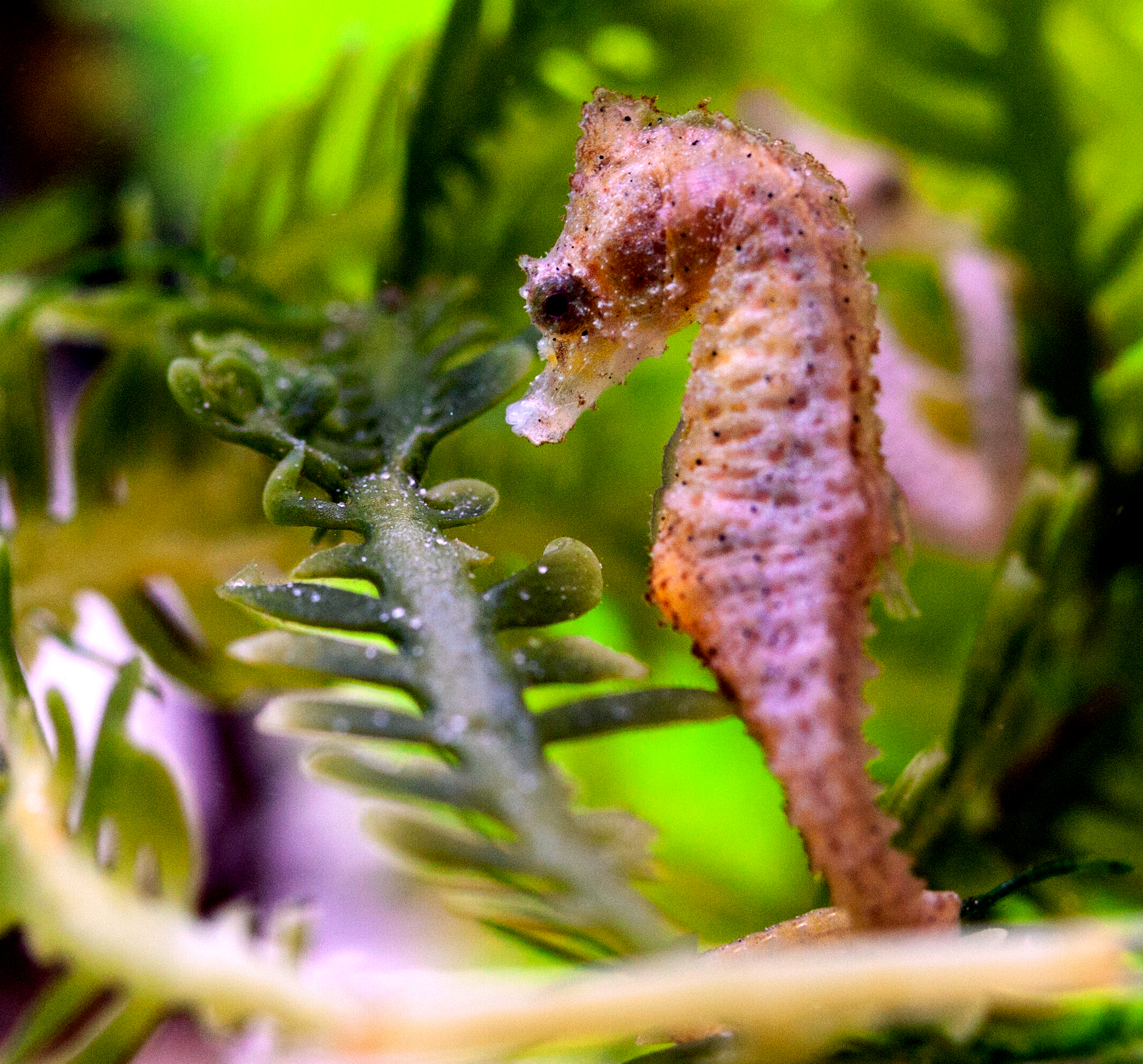
Hippocampus zosterae

## Pêche

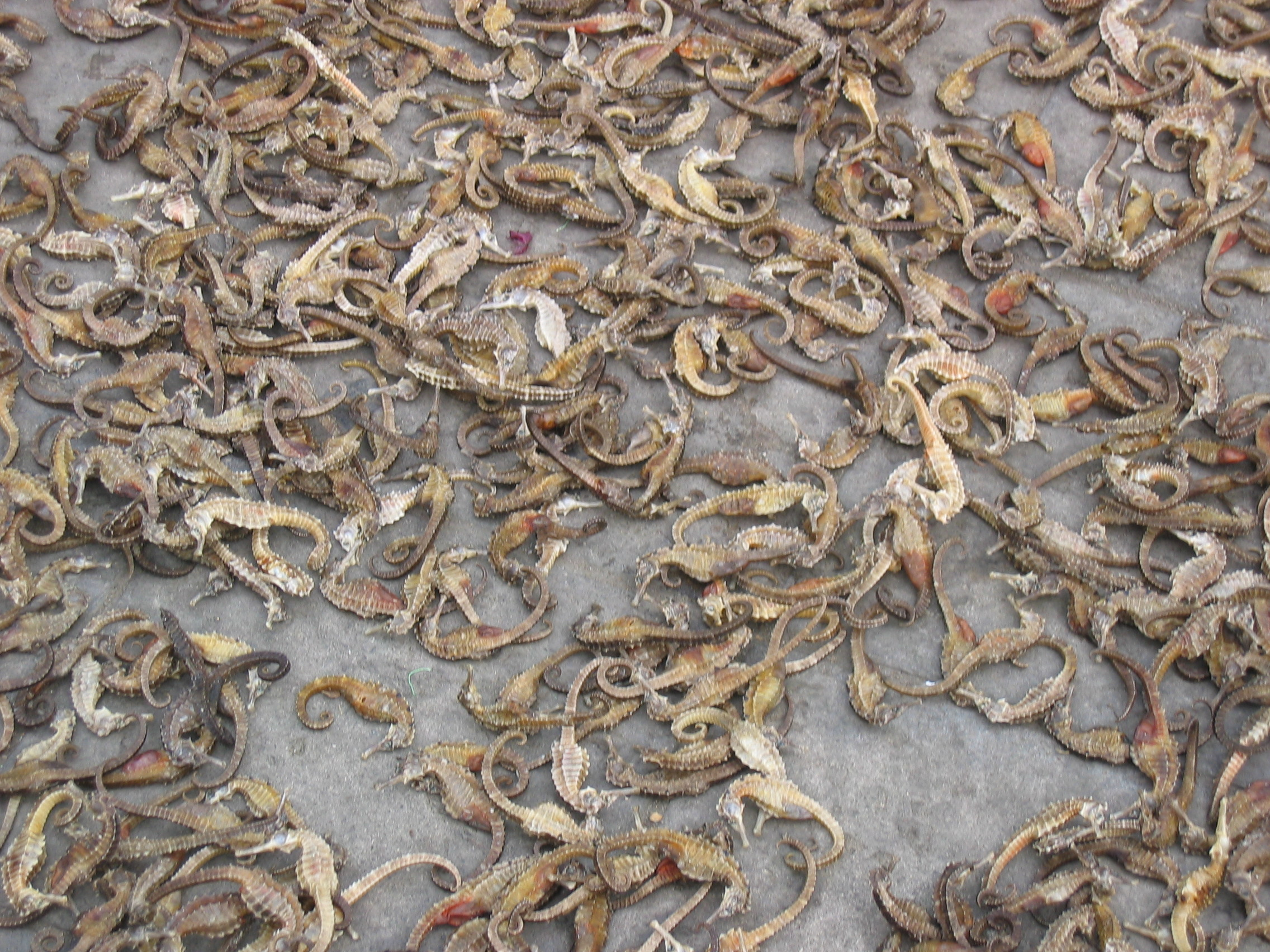
Hippocampes destinés à la pharmacopée chinoise. Cette pratique a poussé plusieurs espèces au bord de l'extinction.

Les hippocampes sont utilisés en herbologie traditionnelle chinoise et vendus séchés aux touristes, ce qui entraîne à la fois une diminution drastique des populations et de la taille des spécimens restant (plus de 20 millions d'hippocampes sont pêchés chaque année).

## Étude et protection
Plusieurs programmes de science participative concernent les hippocampes, notamment en France :
- En Aquitaine, sur le bassin d'Arcachon en particulier : l'Observatoire participatif de la biodiversité marine est un programme de sciences développé par l'association Ocean'Obs[24] avec le soutien de partenaires (FFESSM, AAMP, etc.)[25]. Il vise à suivre avec l'aide de citoyens plongeurs (les sentinelles de la mer [26]) les hippocampes et les herbiers de zostères afin d’alimenter en connaissances les gestionnaires d’espaces naturels marins (Parc naturel marin, Réserves naturelles nationales, Zones Natura 2000, Parcs naturels régionaux, etc). Il déploie progressivement ses actions à l'ensemble de la façade atlantique métropolitaine : le lac d'Hossegor, le bassin d'Arcachon, l'estuaire de la Gironde et les Pertuis charentais, etc.
- Dans le bassin de Thau, le CPIE Bassin de Thau coordonne un observatoire des hippocampes nommé Hippo-Thau[27]. Hippo-Thau a réalisé, en 2015, une exposition sur les hippocampes: leur biologie, leurs familles, les découvertes scientifiques, les menaces pesant sur eux et les solutions mises en place pour les préserver[28],[29].
- L'association Peau bleue, partie prenante de la démarche du bassin de Thau a participé au lancement de cette thématique dans le bassin d'Arcachon et coordonne en France métropolitaine les programmes « Hippo-Habitat » et « Hippo-Atlas »[30].

## Hippocampe dans la culture

Armoiries de Mayotte.

L'hippocampe est présent dans le logo de plusieurs structures :
- Le Parc naturel régional du Golfe du Morbihan (Hippocampus erectus[31])
- Le Parc naturel marin des estuaires picards et de la mer d'Opale[32]
- Le fabricant de bateaux Bénéteau
- Le blason de Nouméa[33], de Granville, Merville-Franceville, Valras-Plage, et  Saint-Jean-Cap-Ferrat
- Le blason de Mayotte (appelée « l'île-hippocampe » en raison de sa forme[34])
- Le symbole de la ville de Bizerte en Tunisie
- Le symbole de La Teste de Buch
- Un hippocampe ailé est le symbole historique de la compagnie aérienne Air France, bien qu'il fût mis en second plan sur l'habillage extérieur des avions lors de la fusion avec KLM au début des années 2000[35]. A la fin des années 2010, la compagnie le réintroduit comme clin d’œil à l'extrémité des ailes ou sur le moteur, sur certains nouveaux modèles.

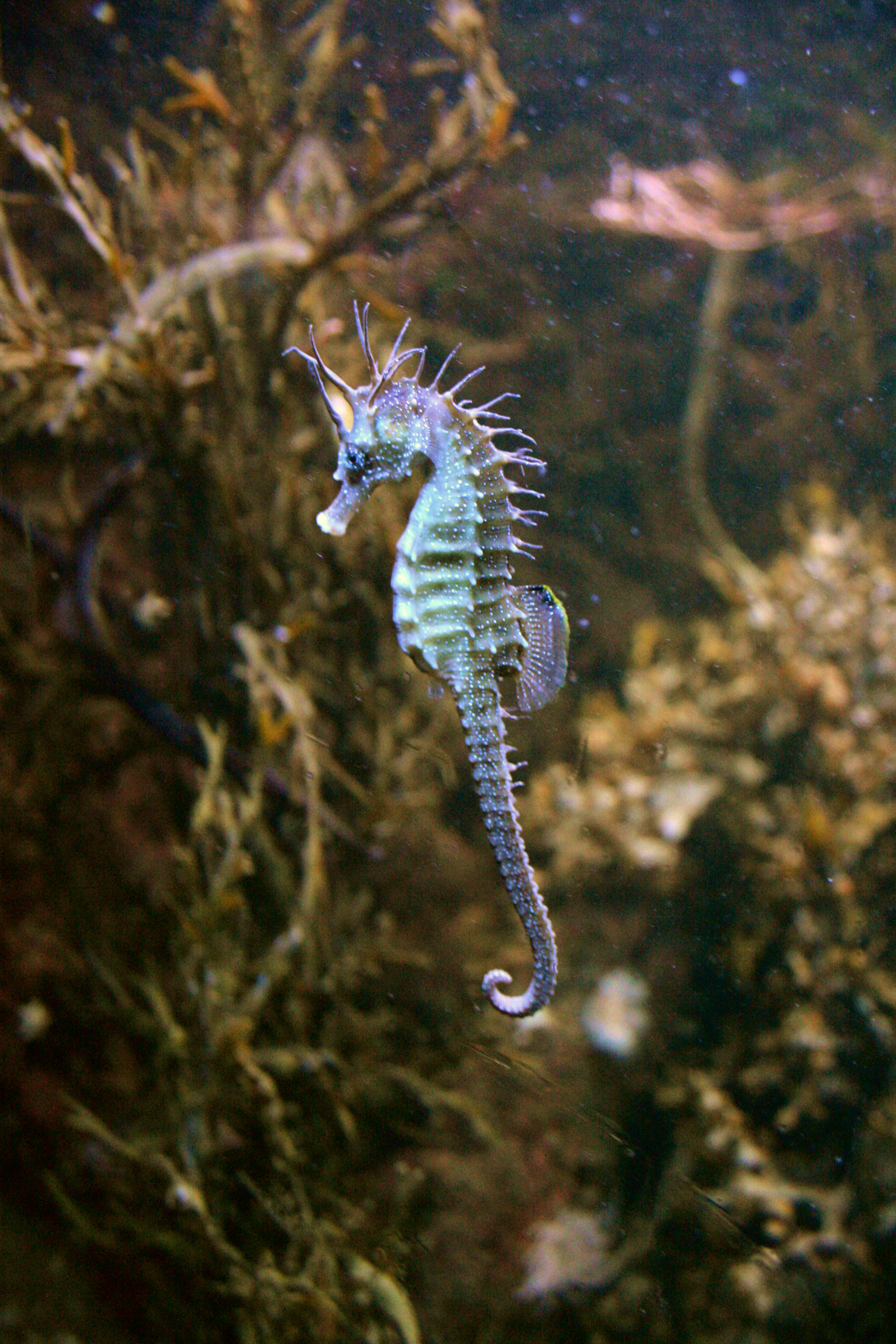
Hippocampe de l'aquarium de Vannes.
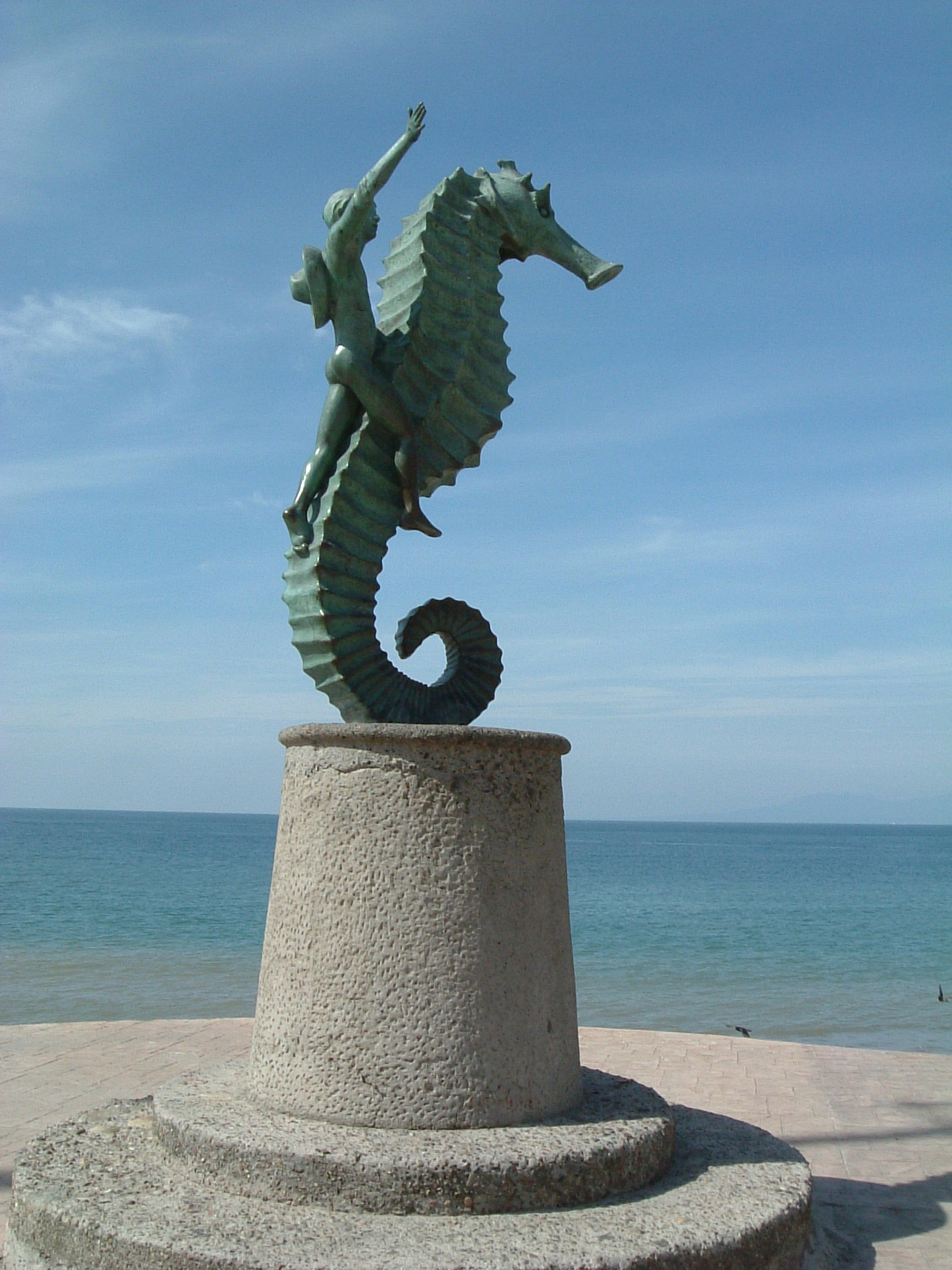
Statue à Puerto Vallarta, Mexique.
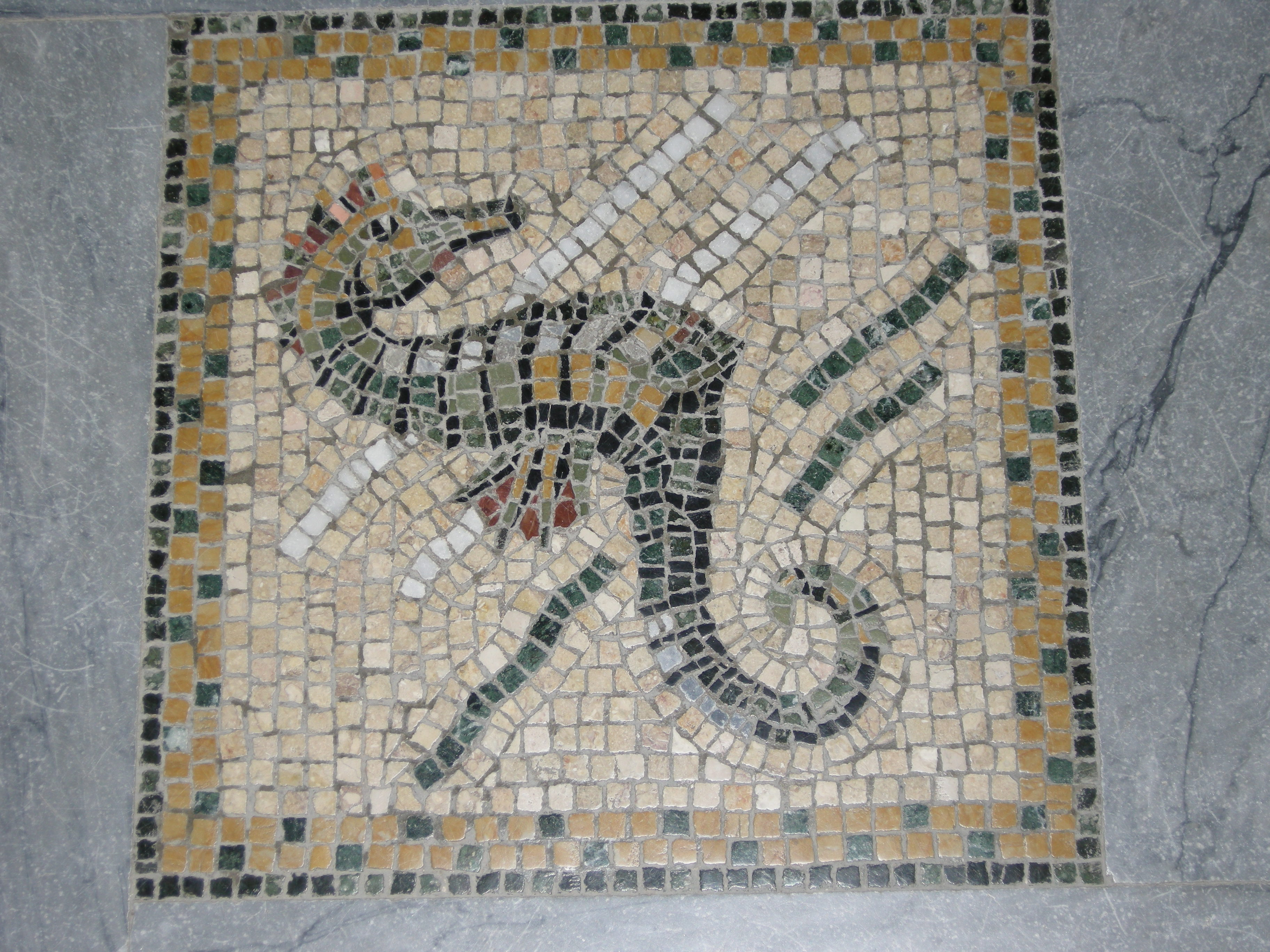
Mosaïque à l'Église de la Visitation (Israël).
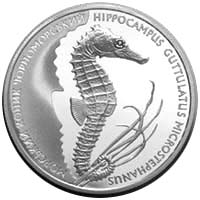
Pièce ukrainienne.
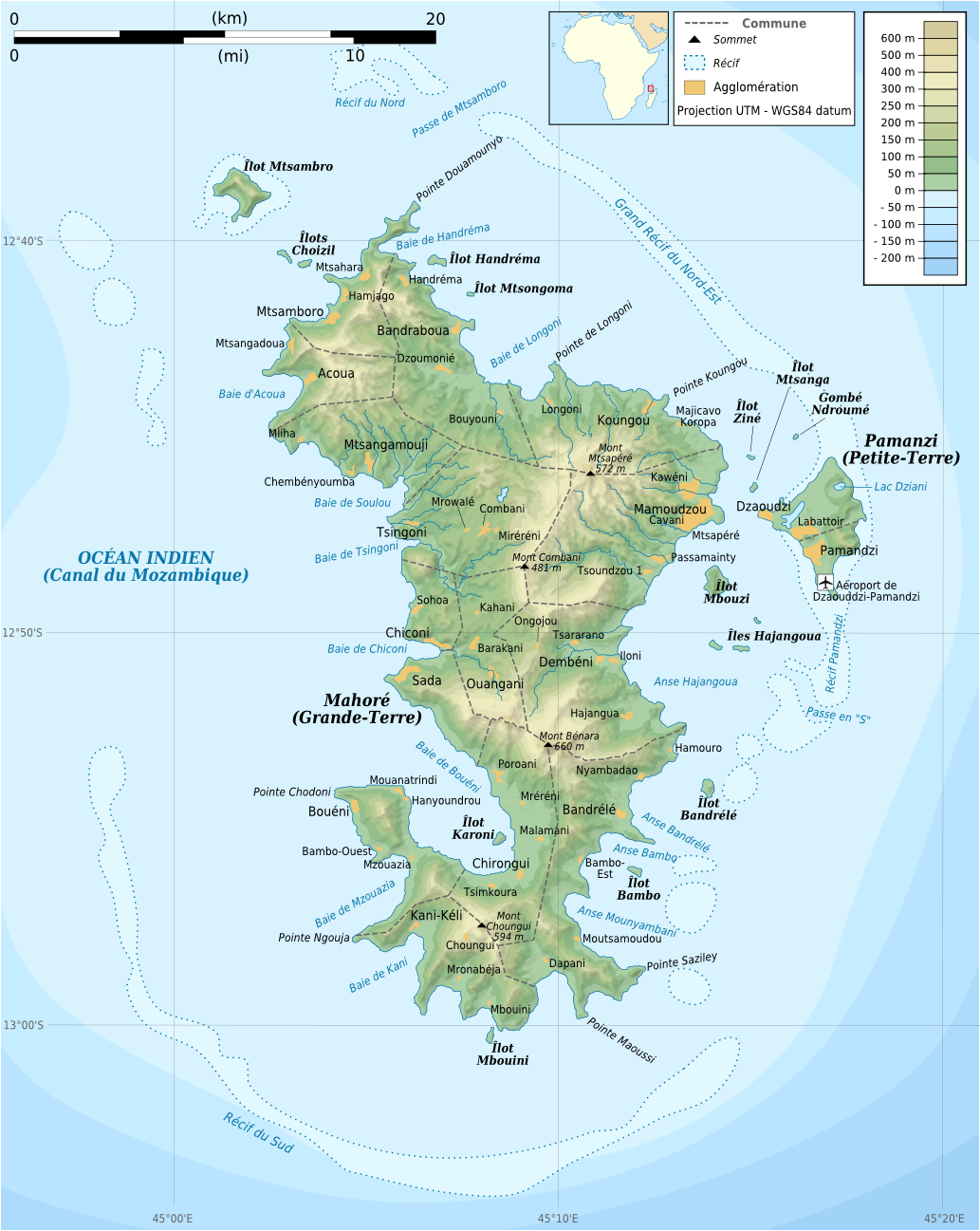
Carte de Mayotte, l'« île-hippocampe ».
Hippocampe de Bénéteau.
Le méconnu logo historique d'Air France, passé en second plan dans les années 2000, puis remis en avant à la fin des années 2010 par la compagnie